# El Havre
El Havre (Le Havre /ləˈɑvʁ/, en francés) es una ciudad y una comuna del noroeste de Francia, situada en el departamento de Sena Marítimo, en la región de Normandía. El Havre es una subprefectura, la más grande de Francia, y la cabecera (bureau centralisateur en francés) de seis cantones.
Está situada en la orilla derecha del estuario del río Sena, a orillas del Canal de La Mancha.
El Havre fue fuertemente bombardeada durante la Segunda Guerra Mundial. Por ello, fue condecorada con la Legión de Honor en 1949. El área destruida fue reconstruida entre 1945 y 1964, según el plan de un equipo dirigido por el arquitecto Auguste Perret. En 2005, la Unesco inscribió el Centro reconstruido de El Havre en el Patrimonio Mundial de la Humanidad, dando la bienvenida a la "explotación novedosa del potencial del hormigón". El espacio donde se ubica, de 133 hectáreas, representa según la UNESCO «un ejemplo excepcional de la arquitectura del urbanismo posterior a la guerra», y es uno de los raros lugares de este tipo inscritos en Europa.
Su sobrenombre es Puerta Oceánica. Arquitectónicamente, esta designación tiene su fundamento en la «puerta» que forma el edificio que está al final de la avenida Foch, que desemboca en el mar. Es el segundo puerto francés, la primera ciudad normanda, y la segunda área metropolitana de Alta Normandía.

## Geografía

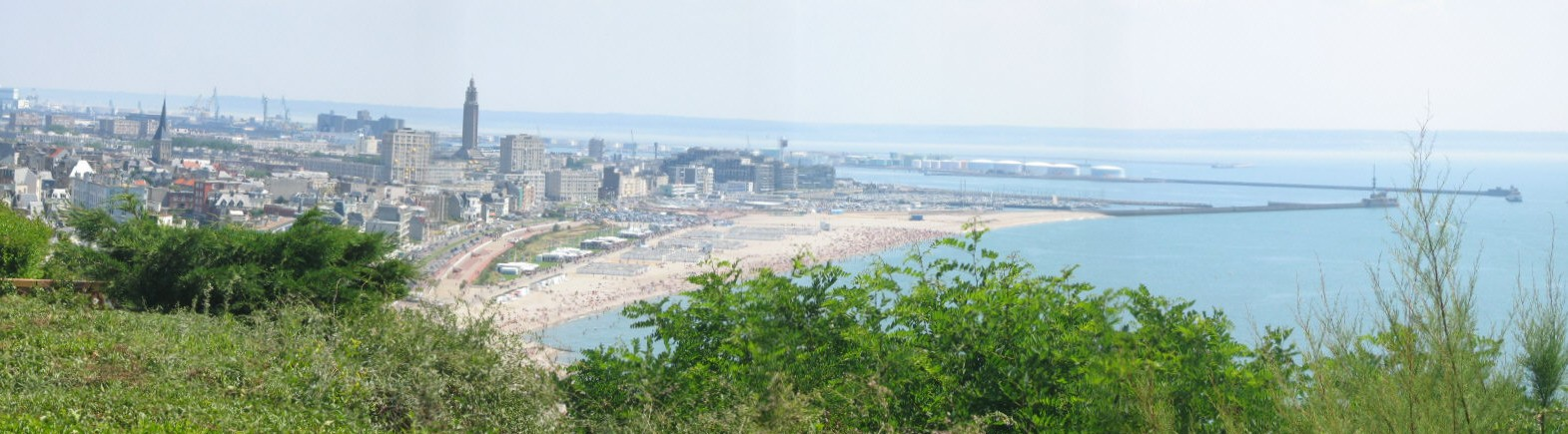
La playa de El Havre y una parte de la ciudad reconstruida.

### Situación
El Havre está situado en el sudoeste del País de Caux. La ciudad está circundada por el litoral al oeste, el estuario del Sena al sur, y la costa al norte. El Sena ha constituido, desde siempre, una frontera natural entre la Alta Normandía y la Baja Normandía. Por tanto, Honfleur está, según la expresión de los havreses, "al otro lado de la costa del agua". Para hacer frente a este constreñimiento relativo, las soluciones se han multiplicado: la más prestigiosa es el puente de Normandía que une las dos orillas del Sena, y sitúa a Honfleur a tan sólo un cuarto de hora de El Havre. Los geógrafos y responsables han creado una nueva entidad alrededor de las dos riberas del estuario, administradas por la Agencia del Urbanismo de la Región del Havre y del Estuario del Sena.

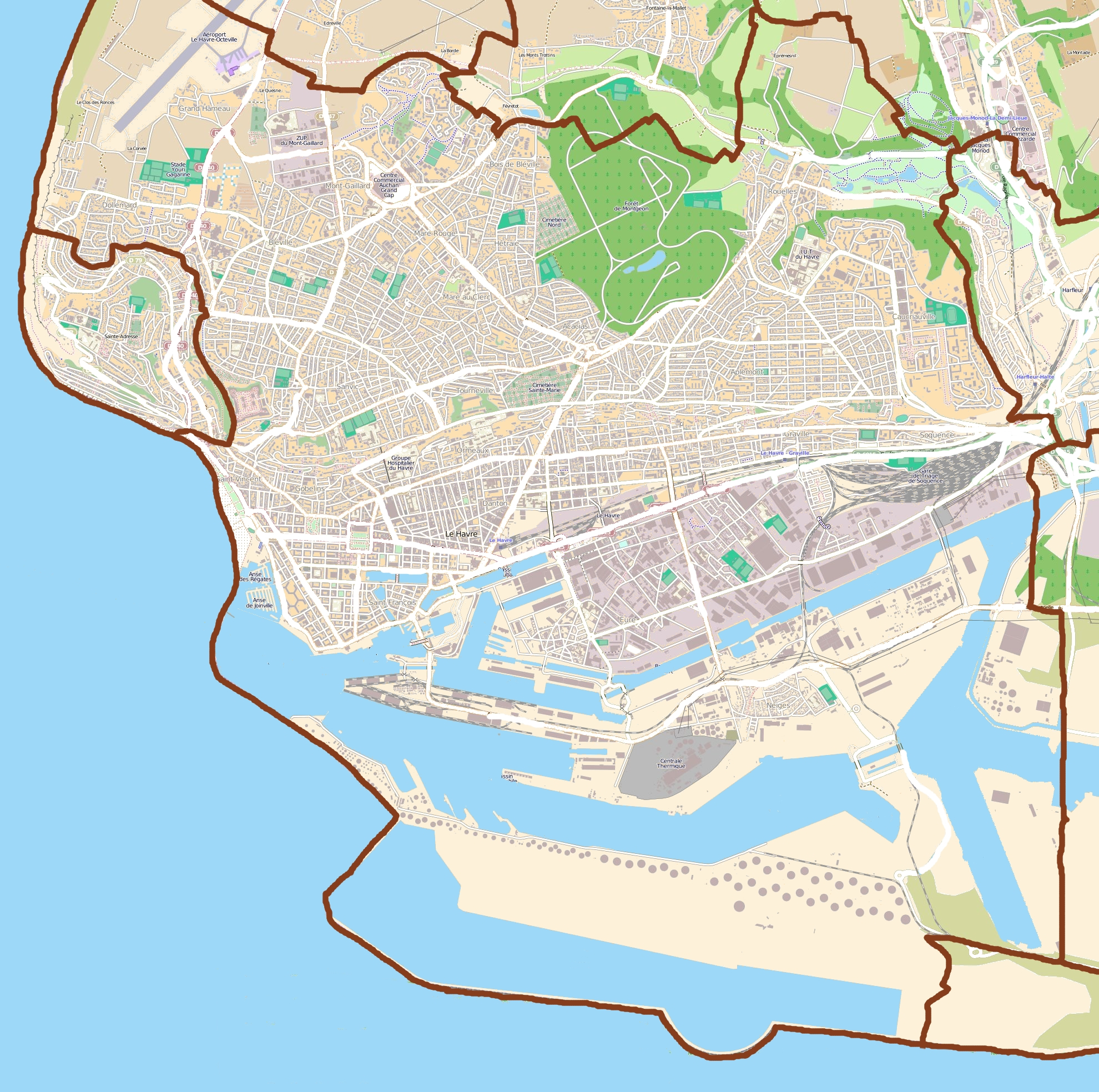
Mapa de El Havre.

### Relieve y geomorfología
La ciudad de El Havre está compuesta por dos conjuntos naturales separados por un acantilado o costa:
La ciudad baja comprende el puerto, el centro urbano, y los barrios periféricos, y fue construida sobre antiguos pantanos que fueron drenados a partir del siglo XVI. El suelo está constituido por los aluviones depositados por el Sena. El centro urbano, reconstruido después de la Segunda Guerra Mundial, reposa sobre más de un metro de escombros allanados.
La ciudad alta comprende acomodados barrios residenciales, medianos o desfavorecidos (Mont-Gaaillard, Caucriauville, Mare Rouge). Son dos mesetas abiertas en los valles secos (vallon d’Ignauval) y campos aterrazados. La parte noroeste de la ciudad alta (Sainte-Adresse y Dollemard (un barrio de El Havre) es la más alta (entre 90 y 115 metros de altitud). El cabo de Héve se sitúa a una altitud de unos 100 metros.

### Clima
Debido a su situación sobre el litoral de la Mancha, el clima de El Havre es oceánico. Los días en los que no hay el menor viento son excepcionales; los vientos dominantes vienen del sudoeste y determinan las influencias marítimas todo el año. Según los datos de la estación meteorológica del Cabo de Héve (1970-1999), hay 24 días por año en los que la temperatura desciende por debajo de los 0 °C, y 14 días en los que asciende por encima de los 25 °C.
| Parámetros climáticos promedio de Le Havre (Cap de la Heve, normales 1991–2020, extremos 1913–presente) | Parámetros climáticos promedio de Le Havre (Cap de la Heve, normales 1991–2020, extremos 1913–presente) | Parámetros climáticos promedio de Le Havre (Cap de la Heve, normales 1991–2020, extremos 1913–presente) | Parámetros climáticos promedio de Le Havre (Cap de la Heve, normales 1991–2020, extremos 1913–presente) | Parámetros climáticos promedio de Le Havre (Cap de la Heve, normales 1991–2020, extremos 1913–presente) | Parámetros climáticos promedio de Le Havre (Cap de la Heve, normales 1991–2020, extremos 1913–presente) | Parámetros climáticos promedio de Le Havre (Cap de la Heve, normales 1991–2020, extremos 1913–presente) | Parámetros climáticos promedio de Le Havre (Cap de la Heve, normales 1991–2020, extremos 1913–presente) | Parámetros climáticos promedio de Le Havre (Cap de la Heve, normales 1991–2020, extremos 1913–presente) | Parámetros climáticos promedio de Le Havre (Cap de la Heve, normales 1991–2020, extremos 1913–presente) | Parámetros climáticos promedio de Le Havre (Cap de la Heve, normales 1991–2020, extremos 1913–presente) | Parámetros climáticos promedio de Le Havre (Cap de la Heve, normales 1991–2020, extremos 1913–presente) | Parámetros climáticos promedio de Le Havre (Cap de la Heve, normales 1991–2020, extremos 1913–presente) | Parámetros climáticos promedio de Le Havre (Cap de la Heve, normales 1991–2020, extremos 1913–presente) |
| Mes | Ene. | Feb. | Mar. | Abr. | May. | Jun. | Jul. | Ago. | Sep. | Oct. | Nov. | Dic. | Anual                                                                                                   |
| --- | --- | --- | --- | --- | --- | --- | --- | --- | --- | --- | --- | --- | --- |
| Temp. máx. abs. (°C)                                                                                    | 15.0 | 20.0 | 24.5 | 26.5 | 30.0 | 34.7 | 38.1 | 36.3 | 33.6 | 28.5 | 20.0 | 16.4 | 38.1 |
| Temp. máx. media (°C)                                                                                   | 7.6 | 8.0 | 10.5 | 13.3 | 16.2 | 19.0 | 20.9 | 21.2 | 19.1 | 15.5 | 11.3 | 8.4 | 14.3 |
| Temp. media (°C)                                                                                        | 5.7 | 6.0 | 8.1 | 10.4 | 13.3 | 16.0 | 18.0 | 18.4 | 16.4 | 13.1 | 9.3 | 6.5 | 11.8 |
| Temp. mín. media (°C)                                                                                   | 3.9 | 3.9 | 5.6 | 7.5 | 10.3 | 13.1 | 15.1 | 15.6 | 13.7 | 10.8 | 7.4 | 4.7 | 9.3 |
| Temp. mín. abs. (°C)                                                                                    | -13.8                                                                                                   | -12.5                                                                                                   | -7.8 | -1.0 | 1.2 | 4.4 | 8.0 | 8.4 | 3.3 | -0.2 | -8.5 | -8.6 | -13.8                                                                                                   |
| Precipitación total (mm)                                                                                | 67.5 | 53.7 | 52.5 | 52.3 | 56.5 | 58.0 | 48.7 | 66.0 | 65.4 | 86.2 | 87.5 | 95.5 | 789.8                                                                                                   |
| Días de precipitaciones (≥ 1.0 mm)                                                                      | 12.4 | 11.2 | 10.1 | 9.6 | 9.0 | 8.6 | 7.8 | 9.2 | 9.1 | 12.4 | 13.5 | 14.7 | 127.7                                                                                                   |
| Días de nevadas (≥ 1 mm)                                                                                | 2.3 | 3.0 | 2.1 | 1.0 | 0.1 | 0.0 | 0.0 | 0.0 | 0.0 | 0.0 | 1.0 | 1.5 | 11.0 |
| Horas de sol                                                                                            | 62.9 | 87.7 | 136.2                                                                                                   | 179.5                                                                                                   | 214.6                                                                                                   | 224.4                                                                                                   | 237.8                                                                                                   | 218.5                                                                                                   | 168.3                                                                                                   | 124.5                                                                                                   | 74.7 | 56.7 | 1785.8                                                                                                  |
| Humedad relativa (%)                                                                                    | 87 | 85 | 84 | 81 | 81 | 83 | 83 | 82 | 82 | 85 | 86 | 87 | 83.8 |
| Fuente n.º 1: Météo France                                                                              | | | | | | | | | | | | | |
| Fuente n.º 2: Infoclimat.fr (humedad, días con nieve y horas de sol 1961–1990)                          | | | | | | | | | | | | | |

## Toponimia
Havre antiguamente significaba «puerto». En español dio origen a la palabra abra (bahía o ensenada). En un principio, la ciudad se llamaba Franciscopolis, en homenaje a Francisco I, quien tomó la iniciativa de su construcción en 1517. Más tarde se llamó Le Havre de Grâce, término este que procede de la capilla de Notre-Dame-de-Grâce, que ya existía en el lugar antes de la fundación de la ciudad.

## Historia
Desde muy antiguo el tráfico fluvial sobre el río Sena estaba en relación con el dinamismo de las ciudades del estuario (puerto de Caracotinum, precursor de Harfleur). Además, una calzada romana unía Lillebonne (Iuliobona) con Sainte-Adresse (capital de Caux), pasando por el actual territorio de la ciudad de El Havre. En una capilla de la abadía de Graville, el sarcófago de santa Honoria fue redescubierto en 1867.
Durante la Alta Edad Media, el puerto de Eure (o Leurre) estaba en el sudoeste de Harfleur, en la orilla marítima del Sena, y servía de abrigo a los navíos que con la marea podían entrar en el puerto de Harfleur cuando el puerto de El Havre aún no existía. En el siglo XI se construyó, en la orilla sur del estuario del Sena, el puerto de Honfleur, pues los navíos muy cargados no podían remontar el Sena, y entonces se utilizaban los ante-puertos de Chef-de-Caux, situados al noroeste de El Havre actual, así como Harfleur y Leurre. El estuario no contaba, por aquel entonces, más que con algunas aldeas de pescadores y de agricultores: Graville, Ingouville, aldea de Lieu-de-Grâce, Saint-Denis-Chef-de-Caux (antecesores de Sainte-Adresse), Harfleur. Fue en esos días que fueron creadas las primeras parroquias.
Después de la guerra de los Cien Años, la renovación económica y el crecimiento de la navegación trasatlántica hicieron pensar en la construcción de un nuevo puerto en la orilla norte del estuario del Sena. El enarenamiento del puerto de Harfleur y la sospecha de un desembarco inglés, propiciaron que el rey Francisco I fundara el puerto de El Havre al mismo tiempo que la ciudad.

### Los comienzos de El Havre

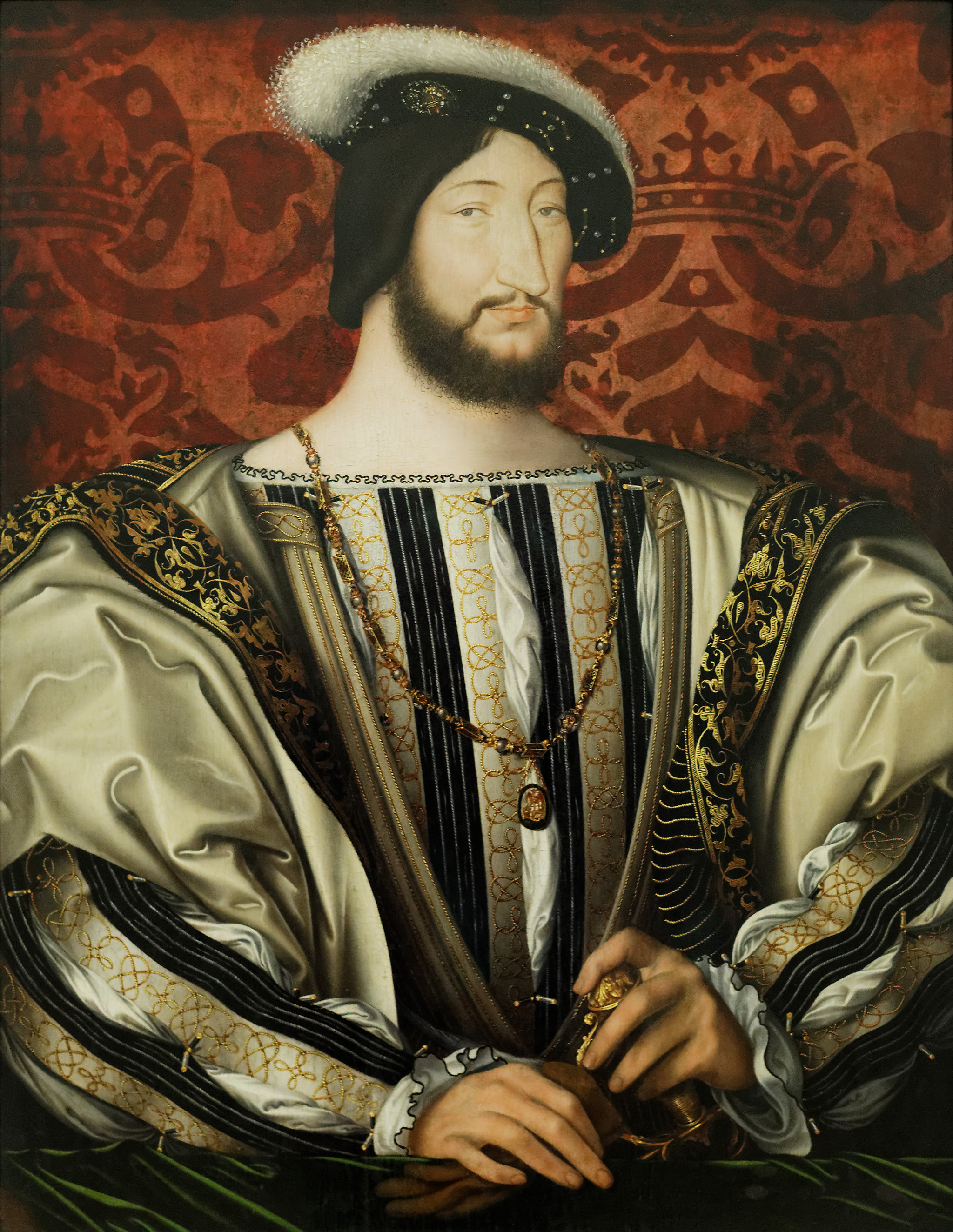
El rey Francisco I de Francia fundó El Havre en 1517.

Pese a las múltiples dificultades que presentaba el terreno pantanoso y las tempestades, el puerto de El Havre acogió sus primeros navíos en octubre de 1517. El 8 de octubre de 1517, Francisco I firmó la carta de fundación de la villa. Un torreón defendía la entrada. Las armas de la villa fueron las de Francisco I: una salamandra. El rey se desplazó a El Havre en agosto de 1520 para confirmar la perpetuidad de los privilegios concedidos a los havreses. Asimismo, la función militar fue instituida: El Havre fue uno de los puntos de unión de la flota francesa durante las diferentes guerras, y por tanto allí se establecieron arsenales. Además, desde este puerto salían los navíos que iban a pescar el bacalao a Terranova. Por cierto, el Nuevo Mundo atraía a los aventureros y muchos partieron hacia allí desde El Havre; por ejemplo, Nicolás Villegagnon zarpó de El Havre en 1555, para fundar una colonia en Brasil (Fort-Coligny). Actualmente, la plaza llamada de los "caníbales" recuerda los antiguos lazos de unión con el Nuevo Mundo. A finales del siglo XVI, el contrabando empezó a crecer, y empezaron a llegar a El Havre productos americanos como ser cueros, azúcar, y tabaco. Uno de los principales cabecillas de este sospechoso tráfico fue un havrés explorador y cartógrafo, Guillermo Le Testu (un barrio de El Havre todavía lleva su nombre).
En 1536, los primeros trabajos de construcción de la futura catedral de Notre-Dame los comenzó Guillaume de Marceilles. Y en 1541, Francisco I confió el proyecto de urbanismo y fortificación al arquitecto italiano Girolamo Bellarmato, al que concedió plenos poderes. El citado organizó el barrio de San Francisco según las normas precisas del plan hipodámico.
La Reforma tuvo una relativa repercusión en Normandía: los nobles menores del País de Caux se vieron influenciados, y en 1561 se construyó un templo protestante en El Havre. El 8 de mayo de 1562, durante las Guerras de Religión, los reformados sitiaron El Havre, pero temiendo un contraataque de la armada real, pidieron ayuda a los ingleses que entonces enviaron 6000 soldados de infantería y 300 a caballo, al mando del conde Warwick. Los ocupantes construyeron el fuerte de Warwick y cuatro bastiones según el Tratado de Hampton Court. Las tropas de Carlos IX, comandadas por el condestable de Montmorency, por cierto atacaron El Havre, y en julio de 1563, los ingleses fueron finalmente derrotados; el fuerte de Warwick fue entonces destruido por orden del rey de Francia.

### SiglosXVIIyXVIII
La función defensiva de El Havre se hizo evidente y la modernización del puerto comenzó en el siglo XVII, por orden del cardenal Richelieu, gobernador de la ciudad: se construyó un arsenal, se reforzaron las murallas, y se levantó una fortaleza en la cual el cardenal Mazarino haría encarcelar a los príncipes frondistas Longueville, Conti, y Condé. A finales del siglo XVIII, la ciudadela fue abandonada y no quedó más que un cuartel.
Durante el siglo XVII, El Havre reafirmó su vocación marítima e internacional: la compañía de las Indias se instaló en 1642, y el tráfico negrero enriqueció a los negociantes havreses, particularmente durante el siglo XVIII. De todas formas, el comercio marítimo estuvo sometido a las relaciones internacionales en el contexto europeo: las guerras de Luis XIV y de Luis XV interrumpieron, momentáneamente, el desarrollo de El Havre. Los ingleses y después los británicos bombardearon la villa en varias ocasiones.
El desarrollo económico de El Havre se basaba en el crecimiento de la población (18 000 habitantes en 1787), y durante las transformaciones del puerto y de la ciudad, pueden citarse la instalación de una manufactura de tabaco en el barrio de San Francisco, y la expansión de los astilleros navales. Después de una visita en 1786, Luis XVI aprobó el proyecto de expansión de la villa: Lamandé entonces se encargó de multiplicar por cuatro la superficie de la ciudad.

### Período revolucionario (1789-1815)

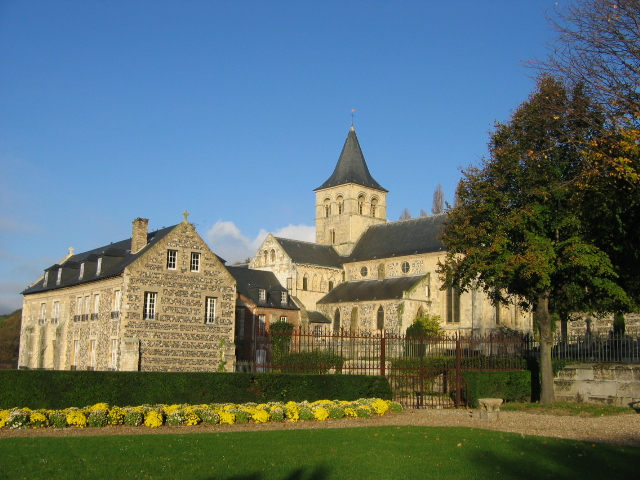
Abadía de Graville, en El Havre.

Entre 1789 y 1793, el puerto de El Havre fue el segundo de Francia, después de Nantes. El comercio triangular continuó hasta la llegada de la guerra y la abolición de la esclavitud. El puerto fue un enclave estratégico debido al comercio de los cereales (almacén de París) y a su proximidad con el enemigo británico. El Terror transformó la catedral de Notre-Dame en un templo de la Razón. La ciudad adquirió el estatuto de subprefactura tras la reforma administrativa del 18 de brumario. Por su parte, durante el I Imperio Francés, Napoleón Bonaparte ordenó que se construyeran varios fuertes en El Havre. Durante la guerra contra Gran Bretaña y el bloqueo, la actividad del puerto se redujo considerablemente mientras crecía la de los corsarios. La población de El Havre entonces disminuyó a tan sólo 16 000 habitantes.

### La prosperidad delsigloXIX
El fin de las guerras revolucionarias francesas y napoleónicas, permitió que el comercio volviera a tener una actividad normal en la medida en que también se alejaba la amenaza británica. El Havre se expandió por fuera de las murallas, y se crearon nuevos barrios: pero también aparecieron indigentes que se instalaron en el barrio de San Francisco. Las epidemias de cólera, tifoidea, y "fiebres", ocasionaron miles de muertos durante los años 1830-1850. El alcoholismo y la mortalidad infantil también causaron estragos en las clases más pobres.

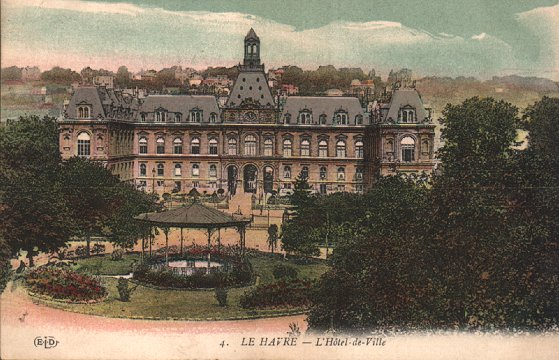
El ayuntamiento de la ciudad en 1897.

A lo largo del siglo XIX, el aspecto cosmopolita de la ciudad portuaria iba adquiriendo importancia: en los tiempos de prosperidad económica, la mano de obra de El Havre procedía del País de Caux que había quedado sin trabajo a causa de los problemas del ramo textil. La implantación de una gran comunidad de bretones (10 % de la población havresa a finales del siglo XIX[cita requerida]), modificó la vida cultural de El Havre. La recuperación económica de la villa atrajo a empresarios anglosajones y nórdicos, así como italianos, polacos y más tarde magrebíes, que podían observarsese en los barrios y en las fábricas.
La ciudad y el puerto tuvieron importantes transformaciones, gracias a los trabajos y acondicionamientos, en parte financiados por el Estado, que se fueron realizando a lo largo del siglo XIX, con las lógicas interrupciones causadas por las crisis políticas o económicas. La fundación de una bolsa de comercio, la instalación progresiva de la iluminación de gas a partir de 1836,[cita requerida] la recolección de la basura (1844), y por cierto el alcantarillado, claramente demostraban la preocupación por la modernización urbana. Mediando este siglo, las viejas murallas fueron derribadas, y los barrios limítrofes quedaron anexados a la ciudad. En consecuencia, la población de la villa aumentó bruscamente.
Sin duda el período 1850-1914 fueron los años dorados de El Havre (obviando algunos años de depresión durante la guerra franco-prusiana), pues el comercio se expandió y la ciudad se embelleció con las construcciones municipales (amplias calles, ayuntamiento, palacio de justicia, nueva bolsa).
Los efectos de la revolución industrial se hacían visibles en El Havre: la primera draga de vapor se utilizó en 1831. Los astilleros crecieron. El ferrocarril llegó en 1847 permitiendo la comunicación con El Havre. Poco antes de la Primera Guerra Mundial, El Havre ya era el primer puerto europeo para el café; además, importó unas 250 000 toneladas de algodón y 100 000 toneladas de petróleo.[cita requerida]

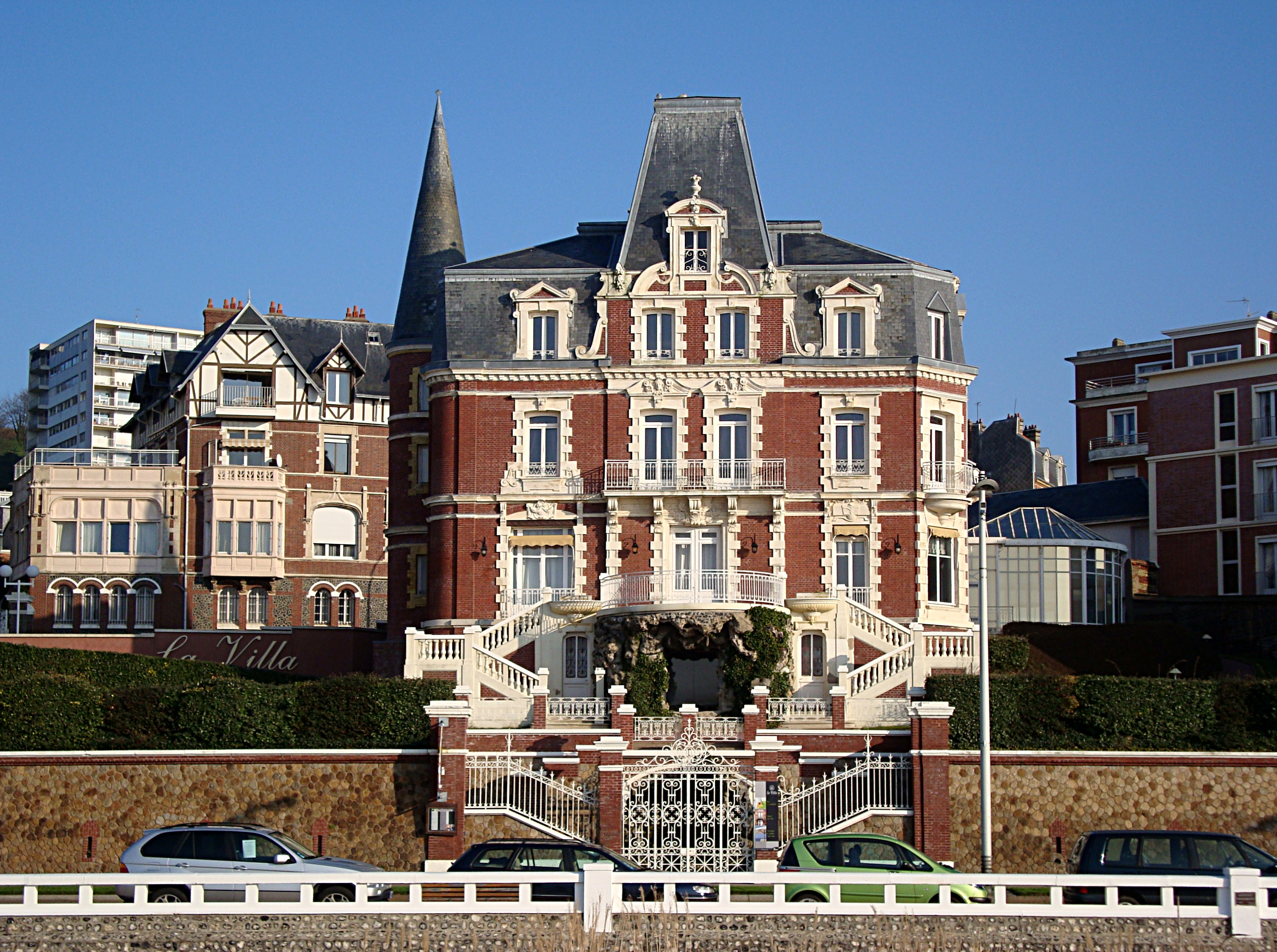
La Villa Maritime, construida en 1890.

El sector industrial existía, pero en el siglo XIX aún era minoritario; las fábricas crecían al mismo tiempo que el tráfico portuario (astilleros, refinerías de azúcar, fábricas de cuerdas, etcétera). El sector bancario se iba desarrollando aunque todavía seguía siendo tributario del exterior. El número de escuelas era insuficiente, lo que se solucionaría durante los años 1870.
El puerto seguía siendo la puerta de América: recibía los productos tropicales (principalmente café y algodón). El cabotaje europeo aportaba la madera, el aceite y el trigo del norte de Europa, y también el vino y el aceite del Mediterráneo. El Havre era un puerto primordial para los emigrantes que iban a América. Los viajes trasatlánticos fueron adquiriendo importancia durante la segunda mitad del siglo XIX. En 1913, cerca de 741 000 pasajeros salieron de El Havre,[cita requerida] y ello marcó el principio de los transatlánticos que fueron el orgullo de los havreses.
Desde 1830, El Havre se convirtió en una estación balnearia frecuentada por los parisinos (la creación de los baños marítimos se remonta a esa época). En 1850 se construyó el bulevar marítimo. El casino Marie-Christine (1912), y el palacio de las Regatas (1906), fueron puntos de encuentro de la burguesía. Pero hacia el final del siglo XIX y de la "Belle Époque", ya se anunciaban las tensiones sociales exacerbadas por la inflación y el desempleo. A partir de 1886, la sublevación obrera, apoyada por los socialistas cada vez más influyentes, afectó a la ciudad. El asunto Jules Durand fue sintomático en este contexto.

### El tiempo de las guerras (1914-1945)

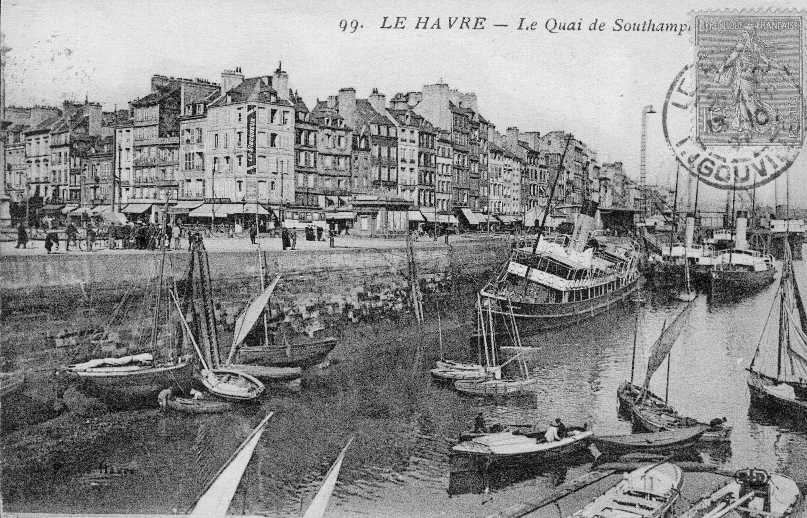
El Havre, 1920.

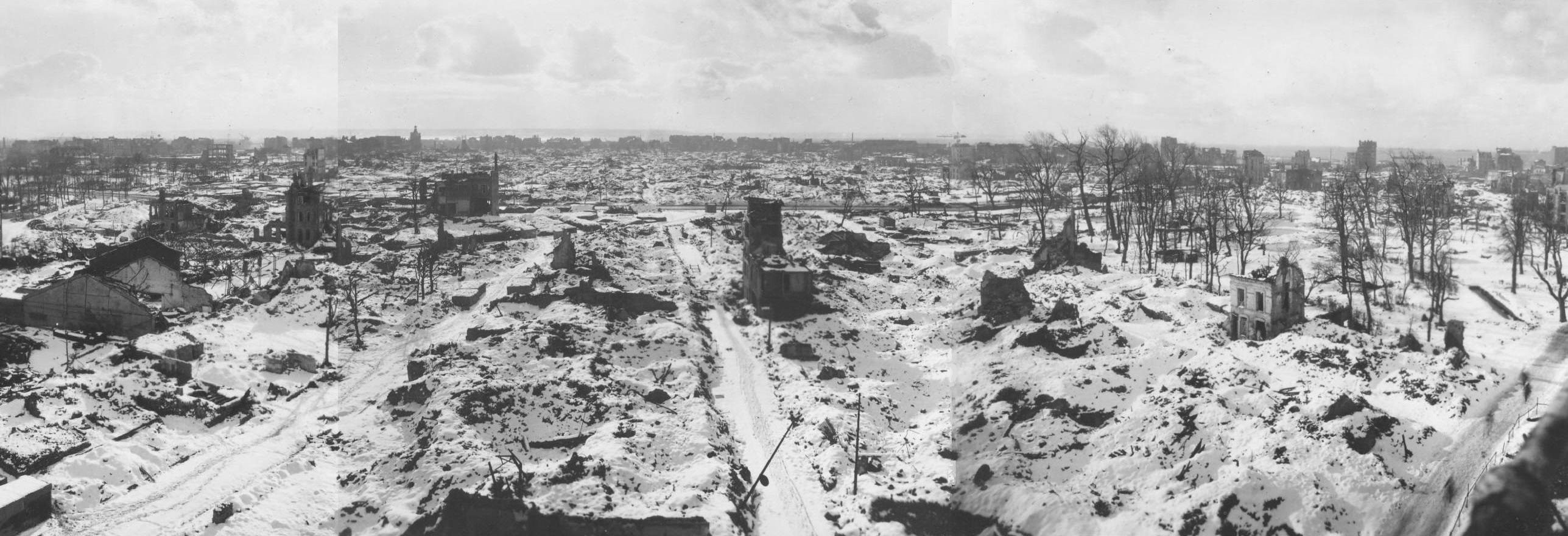
Le Havre, invierno de 1944-1945.

El balance de las pérdidas humanas de la Primera Guerra Mundial es catastrófico para la ciudad: cerca de 6000 havreses muertos, la mayoría de ellos soldados. La ciudad se vio convulsionada por las destrucciones masivas, aunque el frente estuviera en el norte. Varios navíos fueron torpedeados por los U-Boot en la rada de El Havre. Uno de los efectos más notorios fue el hecho de que se instalara un gobierno belga en Sainte-Adresse, en las afueras de El Havre, forzado a huir por la ocupación alemana. La ciudad sirvió como última base para la Entente Cordiale, especialmente para los barcos de guerra británicos.

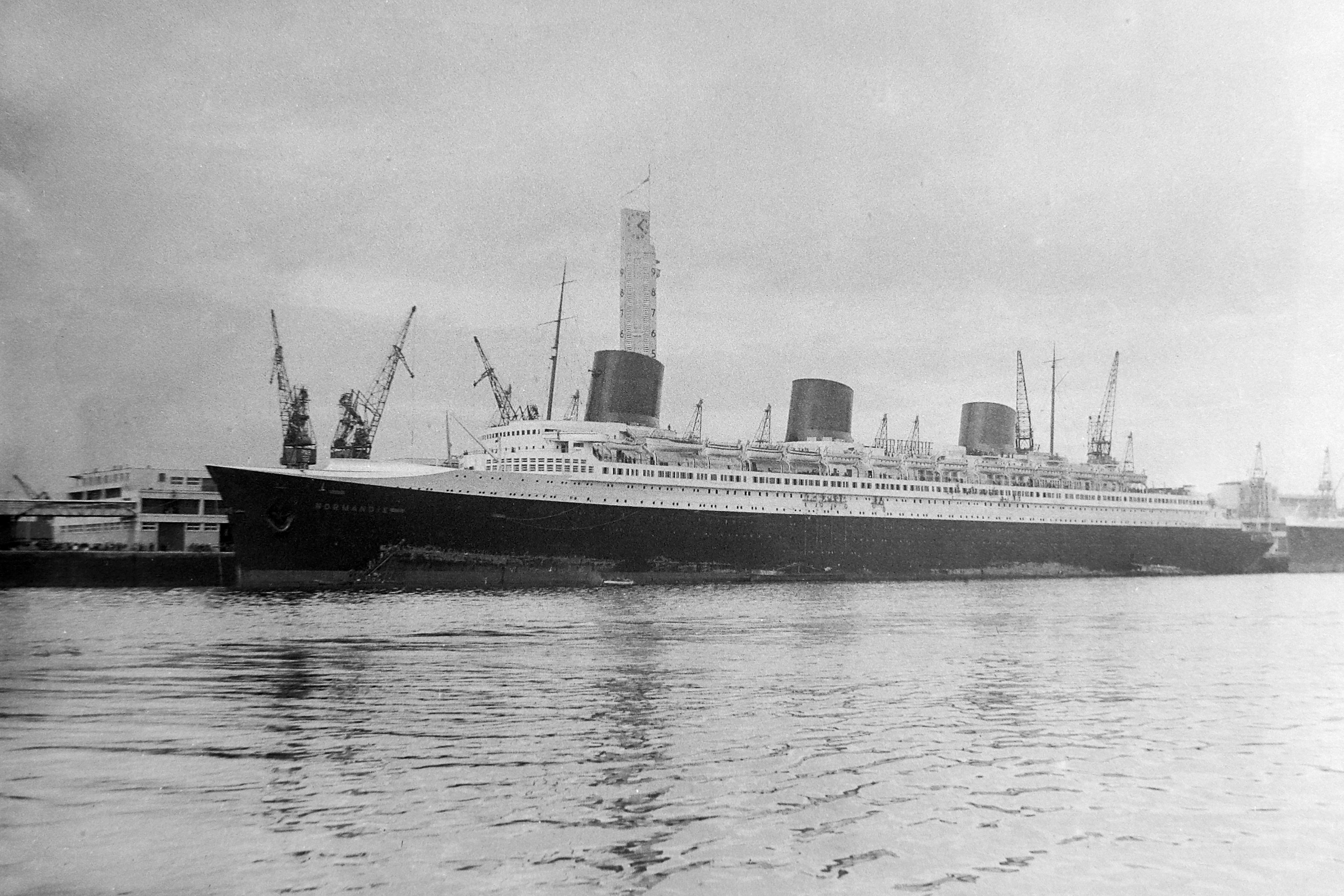
El transatlántico SS Normandie, fotografiado en el Havre.

El período de entreguerras se significó por el descenso de la demografía y la crisis social y económica. Al término de la guerra, la inflación arruinó a varios habitantes y la población obrera se multiplicó en la ciudad. Las penurias y la carestía de la vida provocaron la gran huelga de 1922, en el curso de la cual fue proclamado el estado de sitio. En 1936, la fábrica Bréguet de El Havre fue ocupada por los huelguistas; fue el principio del movimiento obrero bajo el Frente Popular. En el aspecto económico, el importante crecimiento de la segunda mitad del siglo XIX era ya un recuerdo. Los puertos del Norte de Europa afectaron seriamente a El Havre, y los trabajos de mantenimiento portuario se ralentizaron. Sin embargo, las importaciones de petróleo continuaron aumentando y las refinerías crecieron al este de El Havre. La crisis de 1929 y las medidas proteccionistas no consiguieron acrecentar el desarrollo del comercio. Solamente el sector de transportes parecía mantenerse, con 500 000 pasajeros transportados en 1930. El transatlántico SS Normandie zarpó para Nueva York en 1935. Pero enseguida proliferaron las amenazas de una guerra.
En la primavera de 1940, la Wehrmacht de la Alemania nazi ocupó El Havre, con una guarnición de 40 000 soldados. Transformaron la ciudad en una base militar, y construyeron la Festung Le Havre, una línea de casernas, blocaos, y baterías de artillería. Este dispositivo se integró en el Muro atlántico. Para los havreses, la vida cotidiana se volvió complicada a causa de las penurias, la censura, y los bombardeos. La resistencia havresa se constituyó formando diversos núcleos, como el grupo del Liceo de El Havre o el Vagabond Bien-Aimé. Estos grupos pasaban información a los británicos y participaban en las acciones de sabotaje llevadas a cabo para facilitar el desembarco de Normandía. Durante la Segunda Guerra Mundial, El Havre soportó 132 bombardeos, pero las destrucciones más importantes se produjeron el 5 y 6 de septiembre de 1944, cuando los aliados bombardearon el centro de la ciudad y el puerto para abatir a los ocupantes. El objetivo era facilitar el avituallamiento y la progresión de las tropas aliadas que habían desembarcado tres meses antes en la Baja Normandía. Al final de la guerra 5126 personas habían resultado muertas o desaparecidas en el territorio de la ciudad de Le Havre, de las cuales 2053 (muertos o desaparecidos) durante el mes de septiembre de 1944. Además, 143 británicos y 600 soldados alemanes también cayeron durante los ataques. Además, 150 hectáreas fueron arrasadas y 12.500 inmuebles destruidos. El puerto asimismo fue destruido, y 350 restos de navíos están en el fondo del agua, y por su parte, la rada y el estuario fueron minados.

### Historia reciente
Durante la primavera de 1945, el Ministerio de la Reconstrucción y de Urbanismo confió el proyecto de reconstrucción del centro de la ciudad a Auguste Perret. Este quería hacer tabla rasa de las antiguas estructuras y aplicar las teorías del clasicismo estructural. El material a emplear para la construcción de los edificios sería el hormigón y el plan general una trama ortogonal.
La desindustrialización producida por el cierre de las ACH, por ejemplo, y las transformaciones del comercio portuario causaron dificultades económicas. La crisis del petróleo de 1973 produjo asimismo un marasmo industrial a mitad de los años 1970. El Havre fue, por entonces, un bastión comunista hasta los años 1990. Después la ciudad se sumergió en un proceso de reconversión, y el municipio trabajó para el renacimiento de El Havre reforzando su imagen.

## Administración

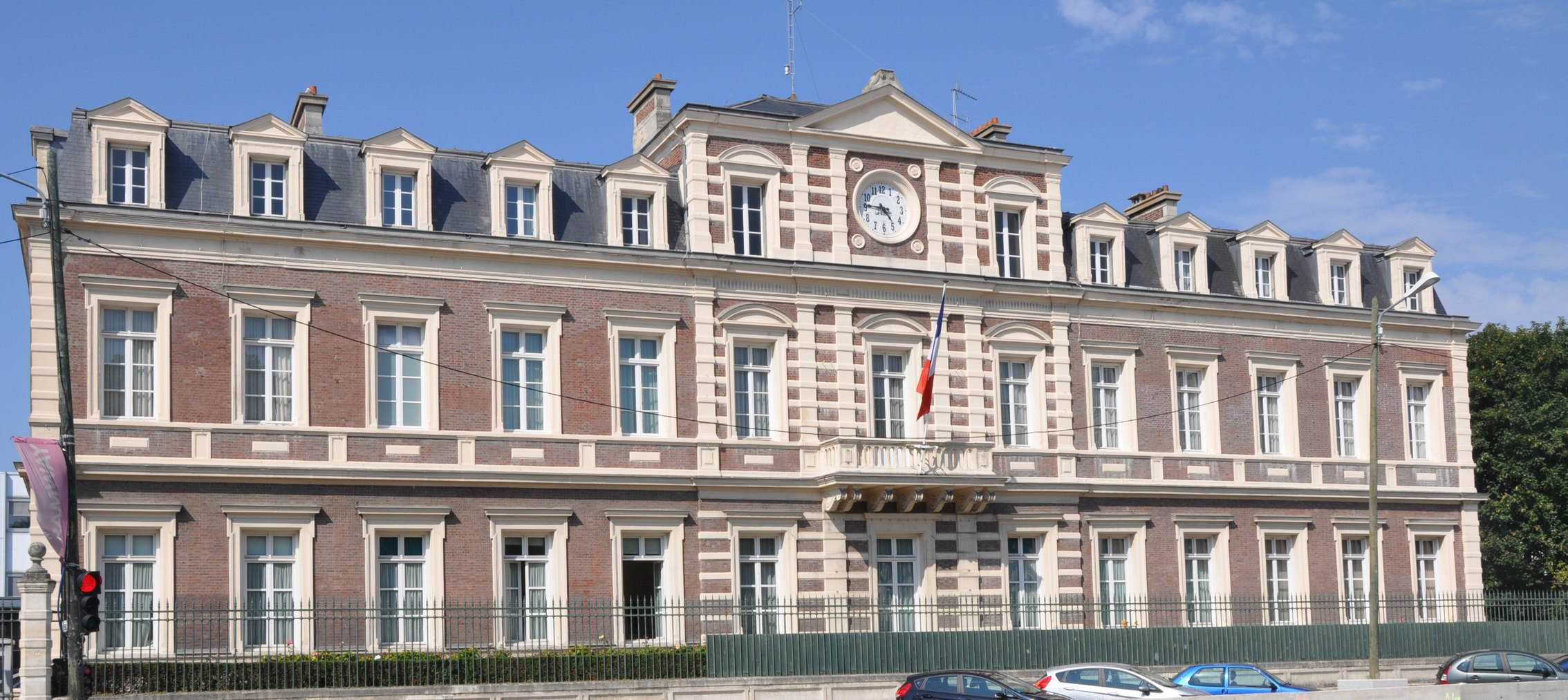
La subprefectura de El Havre.

Numerosas extensiones territoriales han favorecido a El Havre, que se ha anexado poblaciones vecinas:
- 1852: Ingouville y las partidas de Graville-Saint-Honorine y Sanvie
- 1910: Graville-Saint-Honrine en su totalidad
- 1953: Bléville
- 1955: Sanvic en su totalidad
- 1971: una parte de Harfleur (barrio de Caucriauville, cerca de un tercio de la población de Harfleur)
- 1973: Rouelles (con el estatuto de la comunidad asociada, 3184 habitantes en 2006)

### Consejo municipal
La ciudad es administrada por el consejo municipal compuesto de 59 consejeros elegidos por seis años. El consejo elige el alcalde.
| Alcalde                | Inicio | Fin  | Partido |
| ---------------------- | ------ | ---- | ------- |
| René Cance             | 1965   | 1971 | PCF     |
| André Duroméa          | 1971   | 1994 | PCF     |
| Daniel Colliard        | 1994   | 1995 | PCF     |
| Antoine Rufenacht      | 1995   | 2010 | RPR/UMP |
| Édouard Philippe       | 2010   | 2017 | UMP/LR  |
| Luc Lemonnier          | 2017   | 2019 | LR      |
| Jean-Baptiste Gastinne | 2019   |      |         |

## Demografía
El Havre es la ciudad más grande de Normandía por su población, pero su área urbana no ocupa más que el segundo rango después de Ruan.
La ciudad ha tenido dificultades económicas provocadas principalmente por la merma de la población censada en 1975, 219.583 habitantes, descendiendo en un 12 % desde el último censo.
| 20 620 | 19 000 | 19 482 | 20 768 | 23 816 | 25 618 | 27 154 | 31 325 | 56 964 | 64 137 | 74 336 | 60 055 | 85 825 | 92 068 | 105 867 | 112 074 | 116 369 | 119 470 | 130 196 | 132 430 | 136 159 | 163 374 | 158 022 | 165 076 | 164 083 | 106 934 | 139 810 | 185 029 | 205 236 | 217 882 | 199 388 | 195 854 | 190 905 | 182 580 |
| Para los censos de 1962 a 1999 la población legal corresponde a la población sin duplicidades (Fuente: INSEE [Consultar]) |        |        |        |        |        |        |        |        |        |        |        |        |        |         |         |         |         |         |         |         |         |         |         |         |         |         |         |         |         |         |         |         |         |

## Economía

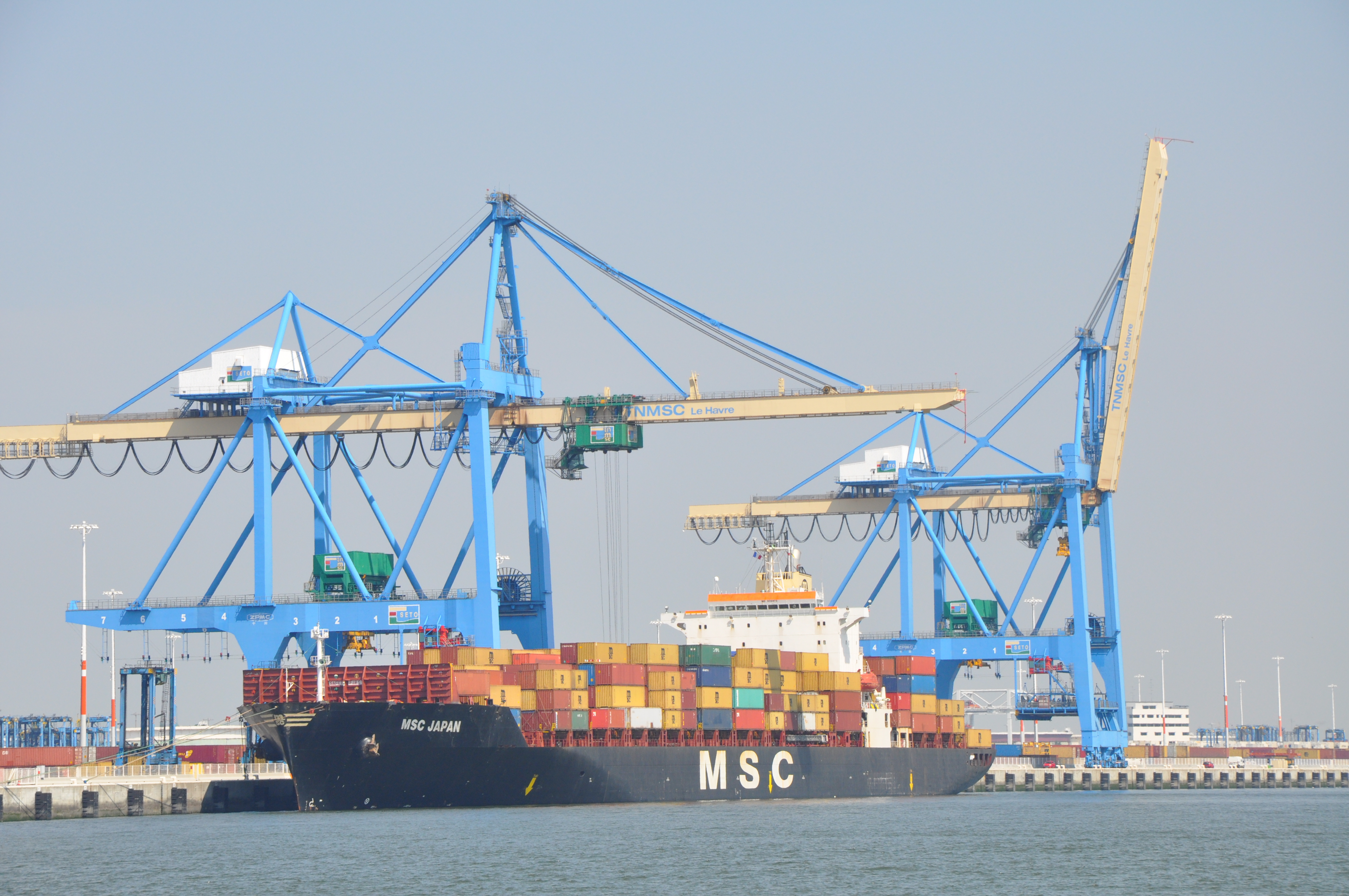
Puerto de El Havre.

La economía havrense se concentra alrededor de cuatro grandes sectores económicos: la construcción mecánica, la petroquímica, el transporte marítimo y la logística. Aunque desarrollada y diversificada, la economía local está constituida esencialmente por emplazamientos industriales de grupos internacionales y PME subcontratistas. La economía havresa está, por consiguiente, lejos de los centros de decisión que están localizados, por lo general, en la región parisina y en las grandes metrópolis económicas europeas. Esto implica una débil representación de las sedes sociales en la ciudad; hay algunos grupos locales como SIDEL (filial de Tetra Pack), el distribuidor de Muebles Interiores y el armador Delmás (contratado recientemente por el grupo CMA-CGM).
La mayor parte de las industrias se hallan en la zona industrial portuaria, al norte del estuario y al este de la ciudad de El Havre. La primera industria de la región havresa es Renault, con 6000 trabajadores en 2003. Ubicada en Sandouville, en 2001 tuvo una producción de 271.167 vehículos.

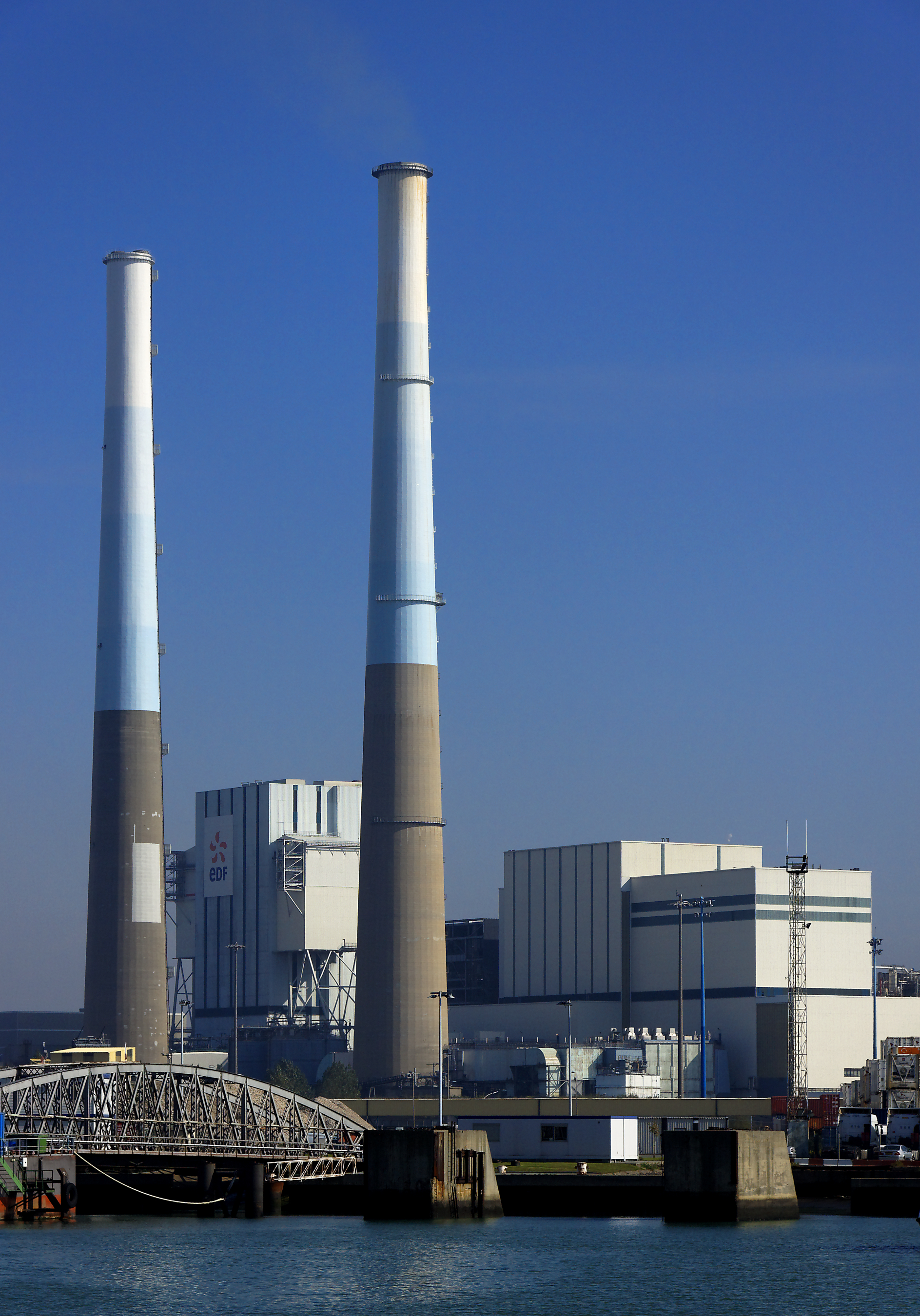
La central térmica de El Havre.

El segundo sector importante de la zona industrial es el petroquímico. En la región havresa se concentra más de un tercio de la capacidad francesa de refinería. Elabora cerca del 50 % de la producción de plástico de base y un 80 % de los aditivos y aceites; más de 3500 investigadores trabajan en los laboratorios privados y públicos. Las multinacionales de la industria química están en el Bajo Sena. Casi todas se encuentran en la ciudad de Gonfreville l’Orcher: Exxon Mobil, TotalFinaElf, Hoechts, Chevron Oronite SA, en Sandouville la Goodyear chemical Europe. En total 28 establecimientos industriales fabrican plástico.
Otras industrias se hallan repartidas por la población: el horno de El Havre, perteneciente a Legal-Legoût, situado en el barrio Dollemard, torrefactora de café. Sidel, ubicada en la zona industrial del puerto de El Havre y en Octeville-sur-Mer, fabrica máquinas de soplado y la línea completa para el llenado de las botellas de plástico. También están Dresse-Rand SA, EDF, Areva, la empresa Aircelle-groupe Safran, subcontratista de Airbus.
Existen numerosas empresas terciarias, cuya actividad está relacionada con las actividades portuarias: en primer lugar, las sociedades de armadores y las aseguradoras marítimas. Las sedes sociales de Delmas (empresa de transportes y comunicación, con 1200 empleados) y SPB (aseguradora, con 500 colaboradores) se han instalado en la entrada de la ciudad (barrio Colbert). El transporte constituye el primer sector económico de El Havre, con un 15,5 % de trabajadores. La actividad logística concierne a una gran parte de la población e ISEL se encarga de formar a los ingenieros en este cometido. La Universidad de Le Havre tiene 460 maestros investigadores.
Para hacer frente a la reconversión industrial, los gobernantes locales fomentan el desarrollo de las actividades turísticas. El Havre acogió 54 transatlánticos en 2004. La playa obtuvo nuevamente la bandera azul en 2005 y el centro urbano fue inscrito en la lista de las ciudades "Patrimonio de la Humanidad".

## Infraestructuras

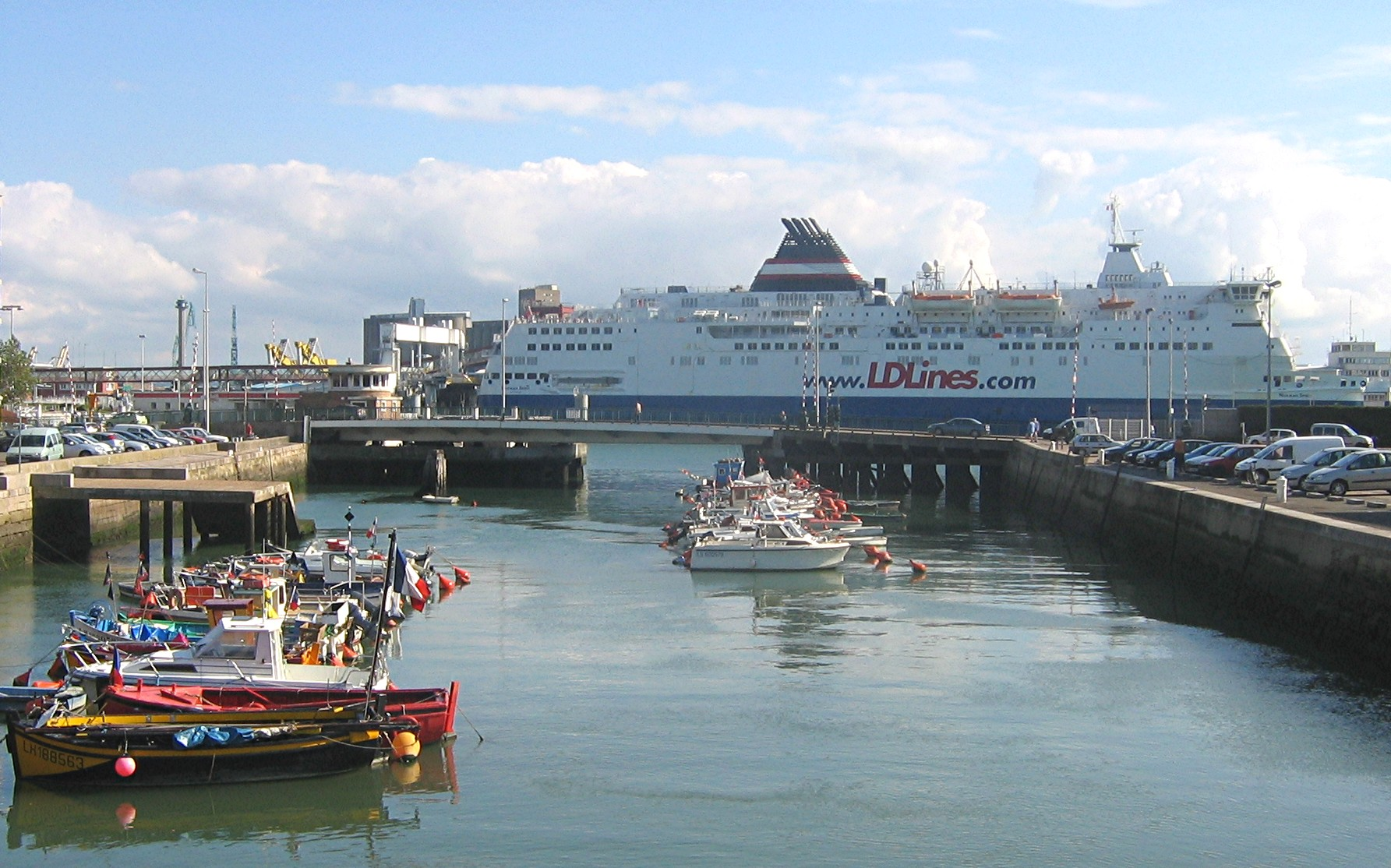
Un ferri de LD Lines en el puerto de El Havre.

Primer puerto francés para el tráfico de contenedores y primero en lo referente al valor de las mercancías tratadas, El Havre se sitúa en segundo lugar detrás del puerto de Marsella por el volumen total de sus mercancías. En lo que concierne al tráfico de contenedores, El Havre es el noveno puerto europeo con 2 150 000 evp por año (cifras de 2004). Marsella el 17.º, Ruan 40.º, Nantes-Saint-Nazaire 44.º. El puerto empezó a desarrollarse en el siglo XVI y tiene muchas ventajas: es el puerto situado más al oeste de la Mancha, el mar más frecuentado del mundo. Puerto de estuario tiene, tras de sí, un hinterland poblado y rico (población de Ruan y de París). Está muy bien comunicado por medio de una amplia red de vías de comunicación: autopistas, ferrocarril, canales, ríos. El proyecto Puerto 2000 tiene que reforzar la capacidad de acogida de los barcos, creando nuevos embarcaderos en el estuario del Sena. En 2005 se terminó el dique de 3.5 km. El objetivo es el de reducir los plazos de espera de los portacontenedores. Por otro lado, El Havre es la fundadora de la Asociación Internacional & Villa-Puerto que reagrupa un centenar de puertos en los cinco continentes. El puerto recibe más de 34 millones de toneladas de petróleo bruto cada año y puede acoger los supertanques de 550 000 toneladas. A mediados de los años 1970, el puerto de El Havre se completó con el puerto de Havre-Antifer, situado a unos treinta kilómetros al norte. Este puerto tiene que acoger los supertanques en sus terminales petroleras.

### Transportes

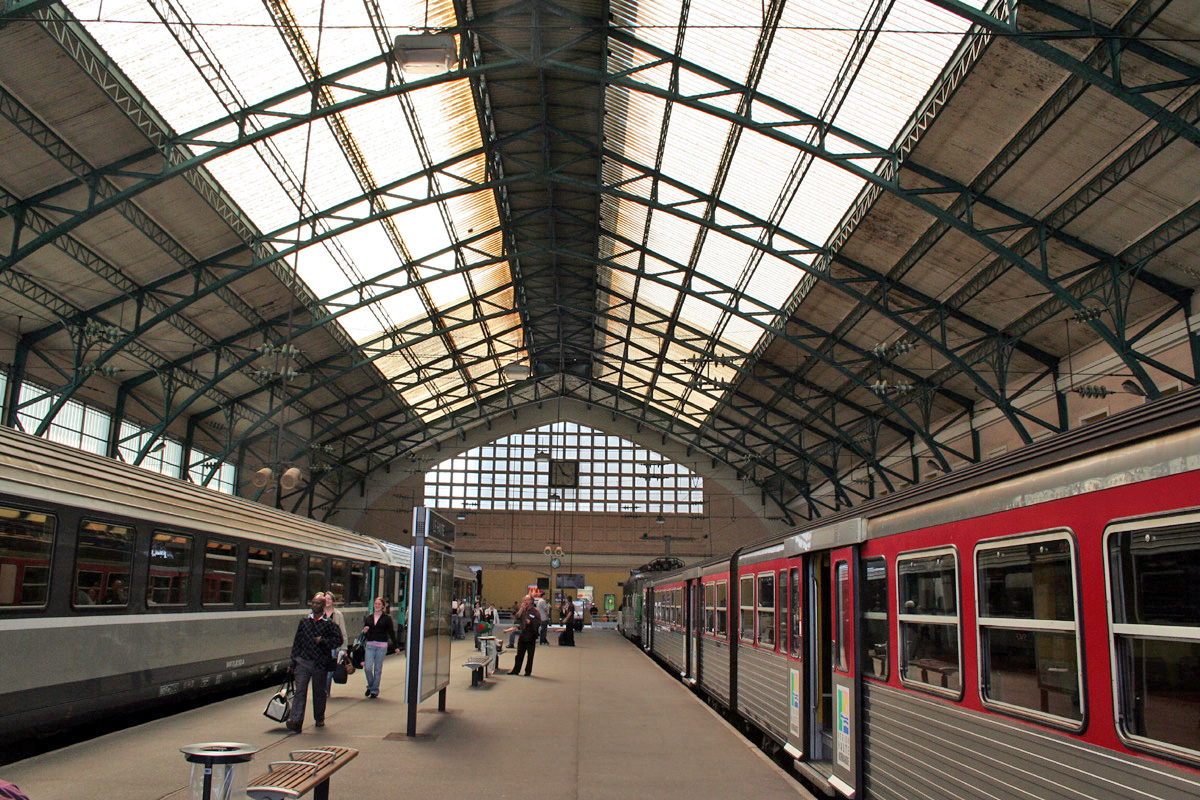
Estación de ferrocarril de El Havre.

El Havre ha explotado las ventajas de su situación litoral, pero también se ha visto perjudicado a causa de su enclave. Por este motivo, los gobernantes locales han mejorado las comunicaciones de la ciudad y del puerto; la autopista A131 (E05) une El Havre con la autopista de Normandía por el Puente de Tancarville, de esta manera la ciudad queda a una hora de Ruan y a dos horas de París. Desde hace poco tiempo la autopista A29 (E44) une a El Havre con el norte de Francia y conduce al Puente de Normadía.
La red ferroviaria también ha sido ampliada: los trenes Corail de la línea París-El Havre comunican con las estaciones de Bréauté-Beuzeville, Yvetot, Ruan, Oissel, Val-de-Reuil, Gaillon-Aubevoye, Vernon, Mantes-la-Jolie y París-Saint-Lazare. No hay, sin embargo, ningún enlace ferroviario entre El Havre y Caen: es preciso pasar por Ruan o utilizar los Autobuses Verdes (Puente de Normandía, Honfleur, Trouville, Deauville, Caen y, a partir de este, todo el Calvados). Los Autocars Gris parten hacia Étretat y Fécamp. Asimismo, CNA cubre la ruta hacia el valle del Sena y Ruan. Por último, la compañía AirPlus cuenta con transbordadores que van a las estaciones y aeropuertos de París.
Para el transporte aéreo, la población dispone del aeropuerto de Havre-Octeville.
Los viajes transmancha con Portsmouth, en el sur de Inglaterra, gracias a P & O Feries, quedaron eliminados en 2005, fueron retomados por Louis Dreyfus Lines, que cambió su configuración; ahora sólo hay una rotación diaria, cuando antes había dos.
El Havre es una de estas grandes ciudades de Francia en las que la circulación es relativamente fluida. Los primeros problemas surgieron porque una parte muy importante de la población trabajadora reside en las afueras de El Havre. La salida de la ciudad hacia Breque (gigantesco nudo de carreteras) produce siempre grandes atascos. La ciudad y la población cuentan con una red de transportes muy complicada. Esto es debido a los problemas que representa la ruptura entre la ciudad baja y la ciudad alta, las dos partes de la ciudad están unidas por estrechas avenidas, calles sinuosas, muchas escaleras, un funicular y el túnel Jenner. El problema del tiempo de los recorridos no cesa de aumentar de año en año, a causa del crecimiento del tráfico de automóviles.

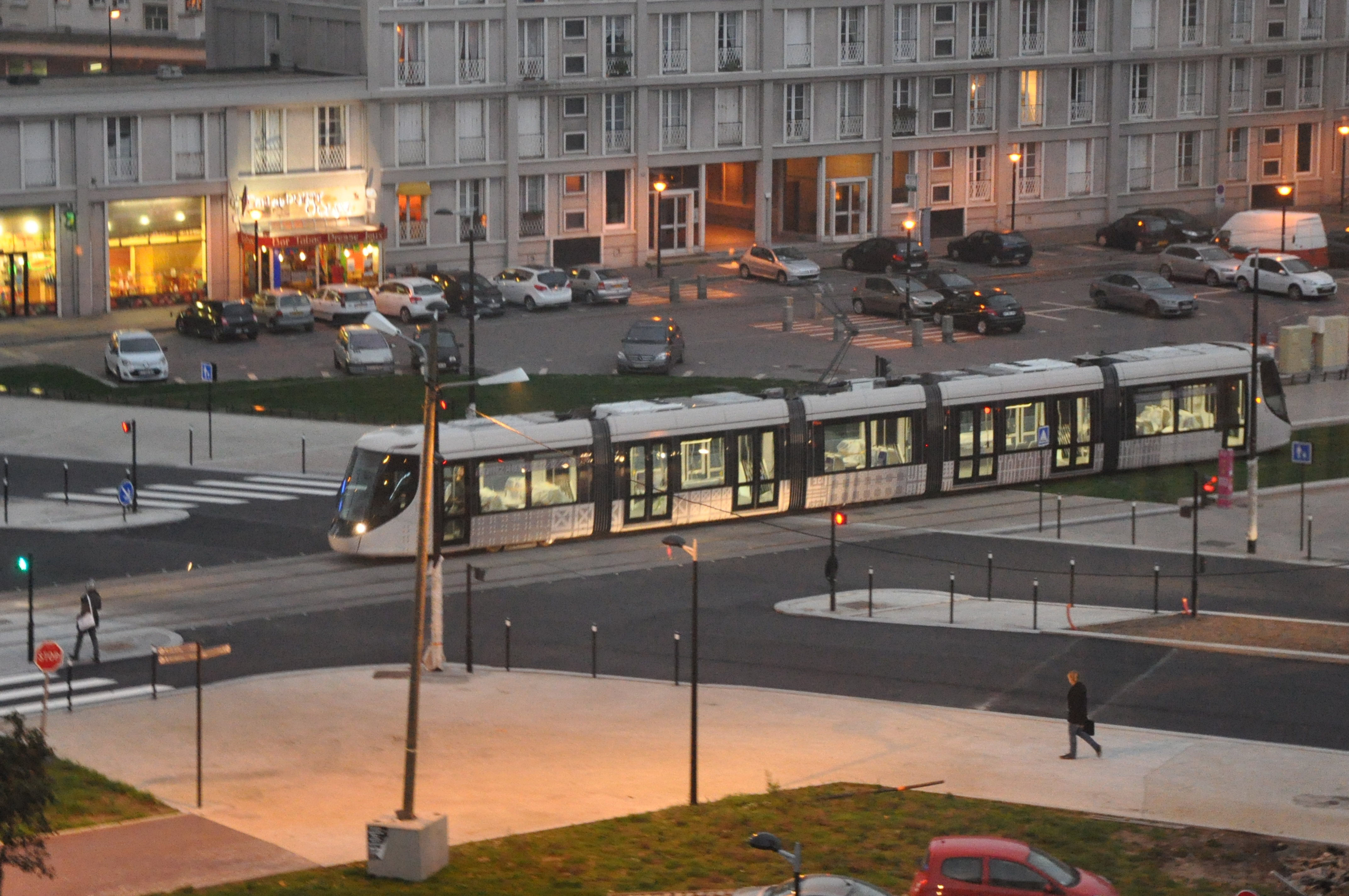
Nuevo tranvía, avenue Foch.

Los principales ejes de la ciudad cuentan con aparcamientos de pago. Hasta principios de los años 2000, El Havre era una ciudad respetuosa en este sentido, pero dos huelgas sucesivas han cambiado las tornas. El ayuntamiento dispone asimismo de muchos aparcamientos cubiertos, mientras que la sociedad VINCI sólo tiene uno.
Los autobuses Océane cubren la ciudad baja, la ciudad alta y su población; cuentan con quince líneas y sus dos transbordadores. La compañía dispone también del funicular. Asimismo cuenta con el transporte "puerta a puerta" para las personas con movilidad reducida. Por último ha puesto en servicio el Fil’Bus que permite, a determinadas partes de la población havresa sin servicio de autobuses, disponer de un servicio de taxis durante las horas punta o nocturnas. Los primeros problemas de saturación empiezan a plantearse. Una nueva línea LER inaugurada en 2003 comunica varias estaciones SNCF con la población havresa (CODAH), con la misma tarifa del Bus Océane.
El Havre no disponía de rutas para el ciclismo, sólo había una pista de doble sentido, mal indicada, en una calle de sentido único. La asociación SABINE ha obligado a cambiar la mentalidad en el ayuntamiento. En el verano de 2005 se llevaron a cabo numerosos trabajos para la construcción de varias pistas ciclistas que empalman con la Vía Verde, prometiendo una importante red de pistas de calidad. Sin embargo, muchos kilómetros se han acondicionado en las aceras, impidiendo el paso de los peatones. Por otra parte, en el marco de una colaboración denominada Vélocéane se pueden alquilar bicicletas para ir a la playa, a la estación y al ayuntamiento, en las agencias del bus Océane (compartidas con SABINE).

## Educación

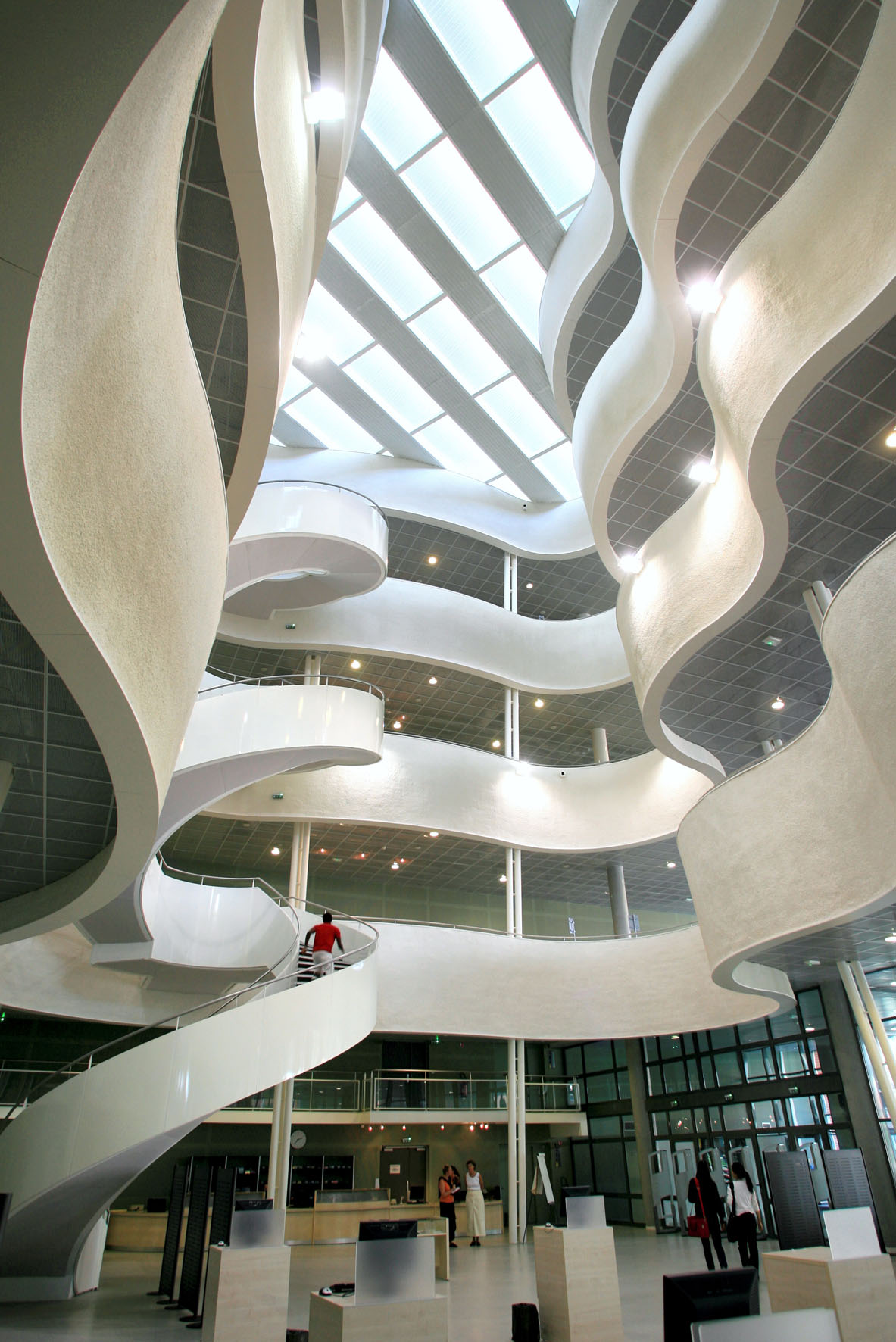
Interior de la biblioteca de la Universidad de El Havre.

Enseñanza superior y escuelas especiales: Universidad de El Havre, situada en Lebon (de derecha a izquierda) UFR Letras y Ciencias Humanas, facultad de los Asuntos Internacionales, UFR Ciencias &Técnica, futura biblioteca universitaria.
- Universidad de El Havre: 6400 estudiantes inscritos en el año 2004; la universidad ha concedido cerca de 120 diplomas de Estado.
- IUT (10 departamentos, 13 licenciados profesionales)
- ISEL (escuela de ingenieros): Instituto superior de estudios logísticos
- Escuela de negocios de Normandía : cuenta con 791 estudiantes, curso 2003-2004
- Conservatorio Arthur Honegger (Escuela Nacional de Música, Danza y Arte Dramático),
- Escuela de arte
- ENSPM (Escuela Nacional Superior del Petróleo y de los Motores)
- ITIP (Instituto Nacional de los Transportes Internacionales y de los Puertos), dedicada a los oficiales del transporte multimodal (carreteras, ferrocarriles, aire, ríos y mar), en todas sus formas y en los cometidos portuarios.
- ENMM (Escuela Nacional de la Marina Mercante) o hydro

## Cultura

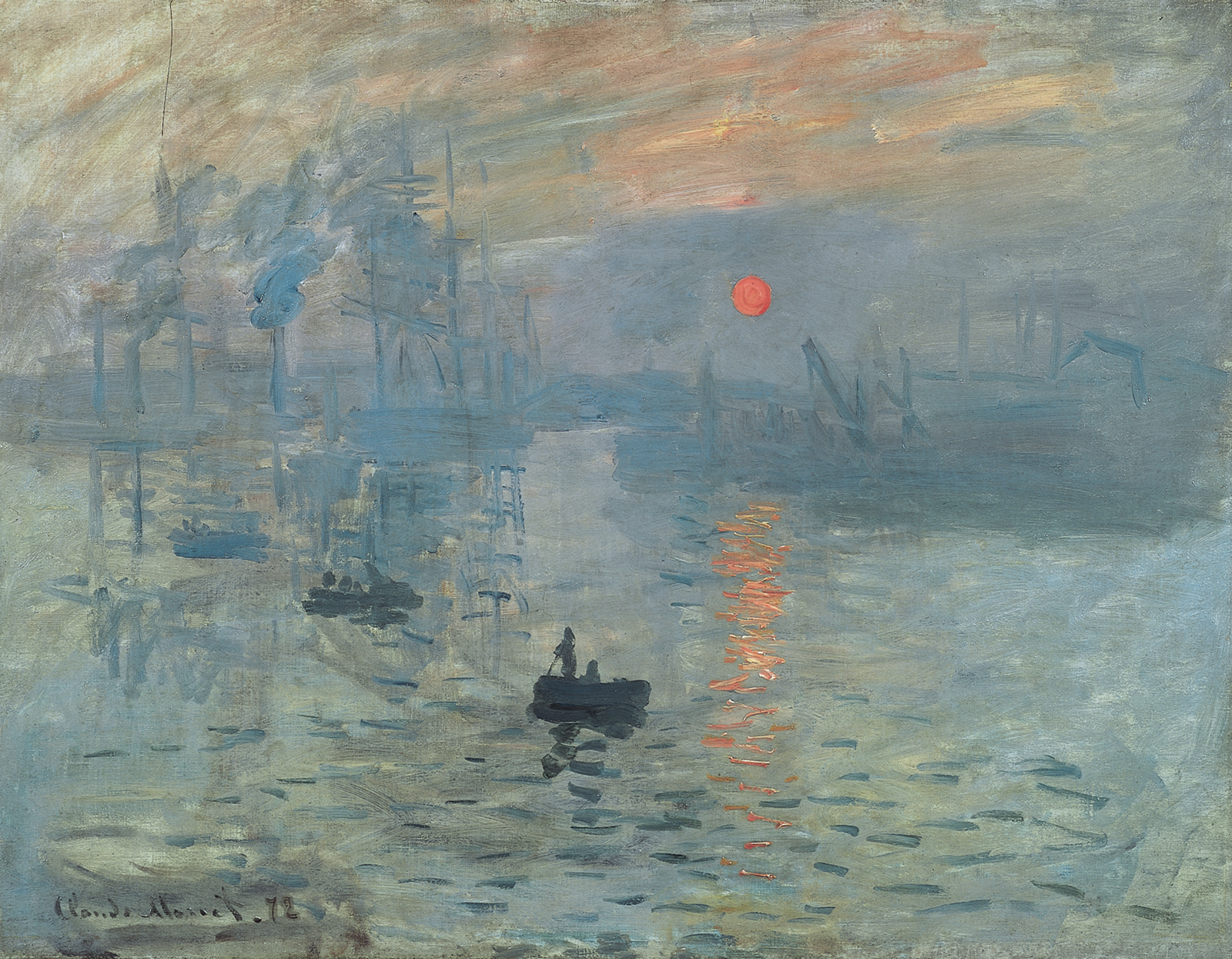
Claude Monet Impression, soleil levant, 1872, pintado en el Puerto de El Havre.

El Havre obtuvo la denominación de Villa de Arte y de Historia en 2001. Además posee dos flores por el reconocimiento del Comité Nacional de las Ciudades y Villas Florales, la Llave verde por el campamento (4 estrellas) del bosque de Montgeon, otorgado por la Oficina Francesa de la Fundación para la Educación y el Medio Ambiente en Europa (OFFEEE), y ha sido designado en 2003 y 2004 "mejor lugar Internet France", por la página de la ciudad, recibiendo el premio Villa Internet @@@@@.
En 2006, El Havre celebró la primera Bienal de arte contemporáneo, con un proyecto del escultor Jean-Pierre Raynault.
En la zona portuaria de Le Havre transcurre la trama de la película El puerto ("Le Havre" en francés), filmada en 2011 y dirigida por Aki Kaurismäki. Cuenta la historia de Marcel Marx, un antiguo escritor bohemio que se ha recluido voluntariamente en la ciudad de El Havre para trabajar de lustrabotas. Su vida es un remanso de paz, hasta que conoce a Idrissa, un joven inmigrante ilegal africano perseguido por la policía que pretende repatriarlo, a quien protege y ayuda.

### Arquitectura y urbanismo

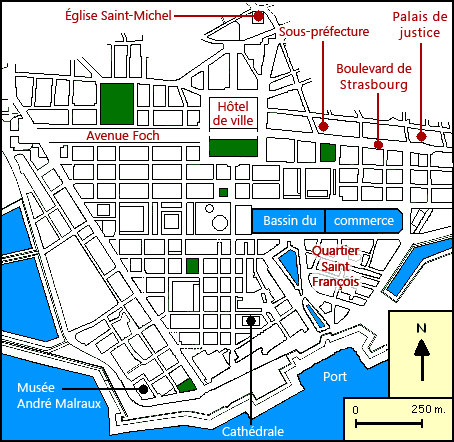
Plano del Centro reconstruido de El Havre.

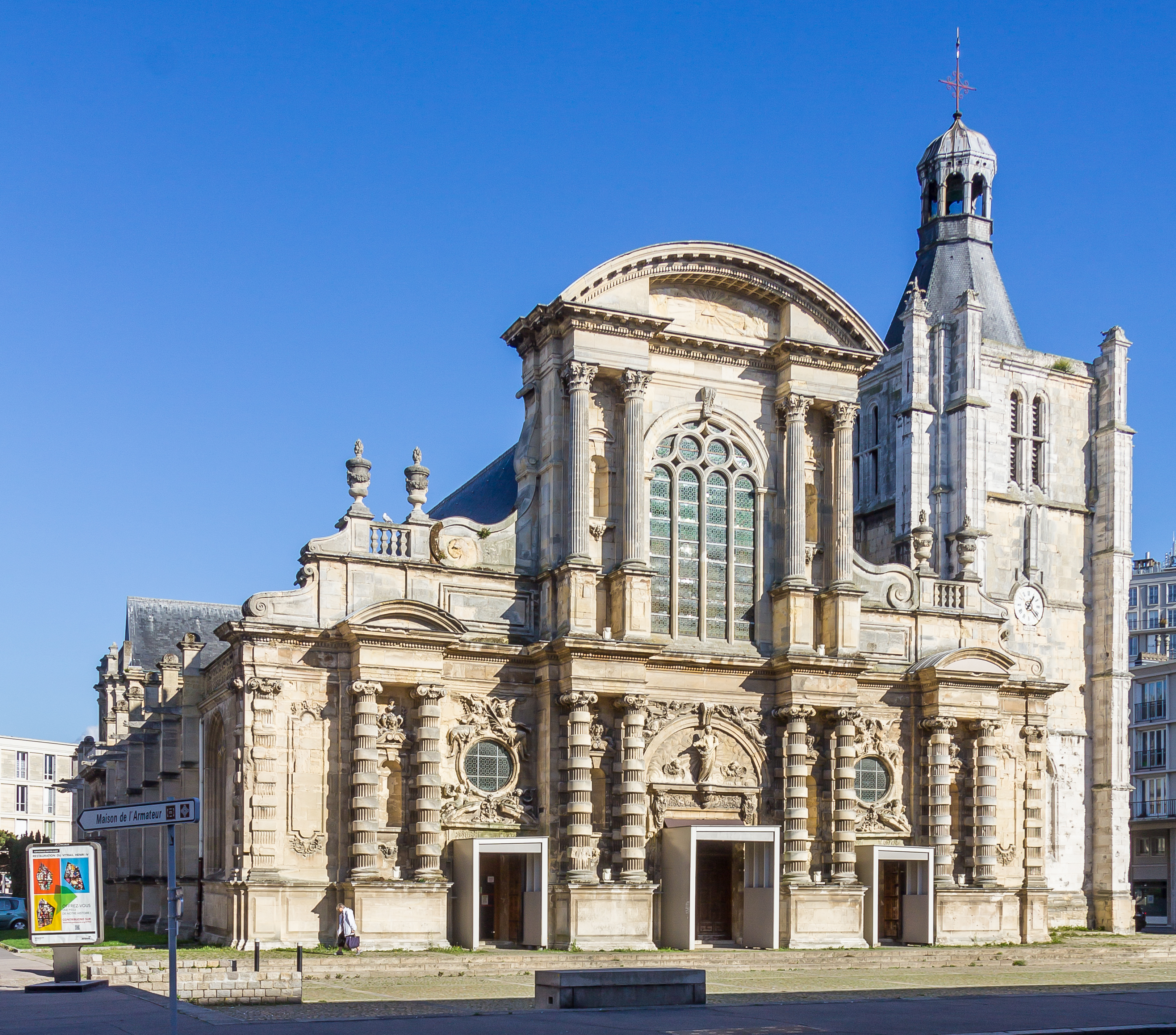
Catedral de El Havre.

En gran parte destruido durante la Segunda Guerra Mundial, el centro fue reconstruido según los proyectos del arquitecto francés Auguste Perret. Únicamente el ayuntamiento (1952-1958) y la iglesia de San José (1951-1957) (107 m de altura) se deben a la idea personal de Augusto Perret. Como reconocimiento al trabajo de reconstrucción, en 2005 la Unesco inscribió el centro urbano de El Havre en el patrimonio mundial de la humanidad, dando la bienvenida a la "explotación novedosa del potencial del hormigón". Otra obra arquitectónica de interés en el centro urbano es el Espacio Oscar Niemeyer, realizado en 1982 por dicho arquitecto, llamado El Volcán por la forma llamativa del edificio.
Durante los años 1990, el municipio amplía y reconstruye los barrios del sur de El Havre con las ayudas europeas: transformación de los blocaos en salas de conciertos (Docks Océano), de exposición (Docks Café), en museos (antiguo Museo Marítimo y Portuario), que ha sido cerrado para preparar su acondicionamiento en el seno de la Ciudad del Mar, un casino provisional (que ocupa el antiguo Palacio de la Bolsa). La nueva Cámara de Comercio y de Industria, así como el nuevo complejo médico situado alrededor de la nueva clínica de los Olmos, están en estos barrios.
En octubre de 2004, la Agencia Nacional para la renovación urbana (ANRU) firmó con el municipio de El Havre el primer convenio para financiar la rehabilitación de los barrios de las afueras. Este convenio aportará más de 300 millones de euros para los grandes conjuntos de los barrios del norte, donde viven cerca de 41 000 personas. En este presupuesto se contempla el Gran proyecto de la ciudad (GPV) que permitirá demoler y reconstruir más de 1700 casas.
El municipio ha reorganizado el barrio de las estaciones. La estación de autobuses, autocares y taxis ha sido construida cerca de la estación ferroviaria. En cuanto a la inversión privada, la sociedad SPB ha establecido su sede Novotel edificando, en 2005, un hotel diseñado por el arquitecto J.-P. Viguier, y Matmut (en el mismo año), un inmueble de despachos. De esta manera la entrada a El Havre ha quedado transformada.
Otros proyectos previstos son: el complejo universitario, ya en marcha, con la construcción de alojamientos para los estudiantes, una nueva biblioteca universitaria y un nuevo restaurante universitario. El casino, instalado en el antiguo Palacio de la Bolsa desde el 1 de junio de 2006. Los antiguos blocaos que serán trasformados en locales comerciales y de entretenimiento (cines, boleras, piscinas…). En el mismo barrio, la Ciudad del Mar y del Desarrollo Permanente, se situarán en la torre de Jean Nouvel. Los barrios portuarios del sur serán rehabilitados (especialmente el Puente de los Blocaos, que atravesará la dársena de Paul Vatine). Los proyectos de protección alrededor de los acantilados se están realizando, así como la trasformación del fuerte de Sainte-Adresse, que se convertirá en un jardín en el que las plantas de todos los continentes estarán presentes (con la creación de un invernadero tropical).

#### Espacios verdes

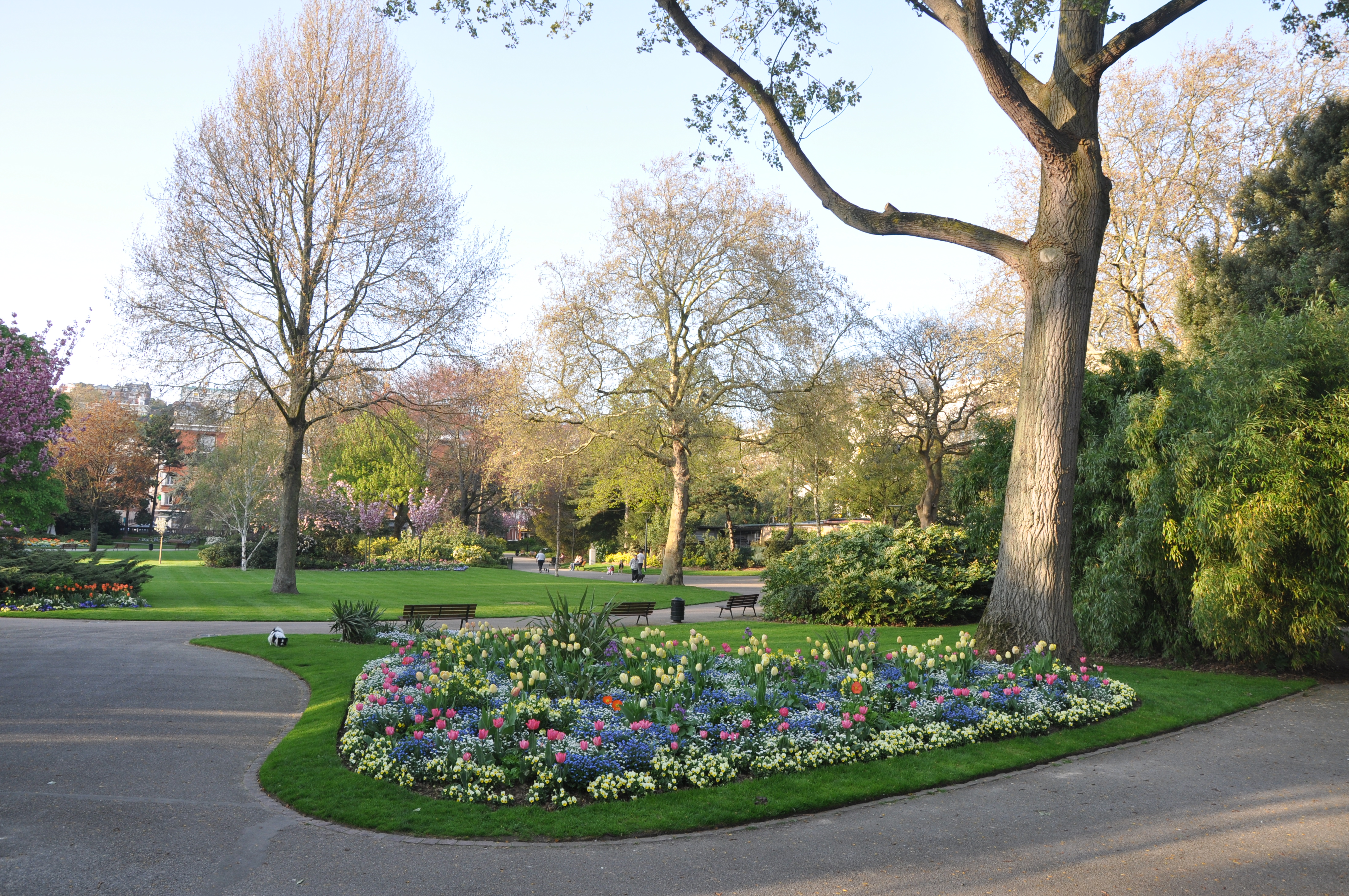
Plaza Saint-Roch.

Los espacios verdes de la ciudad alcanzan unas 700 hectáreas, entre ellos se encuentran varios parques de la ciudad base y el bosque de Montgeon. Hay unos lagos, un campamento, un invernadero tropical, una pajarera. Están constituidos por los restos del gran bosque que cubría todo el País de Caux en la prehistoria. El municipio adquirió estas tierras en 1902, que fueron acondicionadas por Michel Bejot entre 1966 y 1977.
Los otros espacios verdes son:
- El parque de Rouelles: 150 hectáreas de bosque, pantanos y estanques, 20 km de senderos, un arbolado con 200 especies diferentes, un centro ecuestre.
- Los jardines de la playa: una duna artificial plantada de carrizos, un río de agua dulce con plantas acuáticas, un jardín con unos restaurantes abiertos en verano. La playa ha obtenido en dos ocasiones la bandera azul en 2005, gracias a todos sus cuidados.
- El barrio Saint-Roch: situado en el centro urbano, reconstruido por Auguste Perret, está ubicado en el lugar en el que se hallaba un antiguo cementerio para los apestados. El barrio fue construido en 1868 y ha experimentado profundas transformaciones tras los bombardeos de la Segunda Guerra Mundial.
- Los jardines del ayuntamiento de la ciudad, respetando el tramo urbanístico diseñado por Auguste Perret, son unos jardines franceses con fuentes y juegos de agua y más de 1000 m² de arriates con flores.
- El parque Hauser está compuesto por un jardín natural y un bosque, también natural, con una superficie de 7000 m². Es el refugio, en el corazón de la ciudad, de las rapaces.
- Los jardines del priorato de Graville fueron creados sobre una terraza que domina el estuario del Sena.
- Los Jardins suspendus, un jardín botánico municipal de 17 hectáreas de extensión.

### Lugares y eventos de interés
El calendario de festividades de la ciudad de El Havre está repleto de eventos. En el mes de abril se creó un festival del libro joven. En mayo tiene lugar la Fiesta de Yves, una fiesta bretona que se celebra en el barrio de San Francisco. En junio, en la playa y también en Sainte-Adresse se celebra un festival de jazz llamado Dixie Days. En julio la novela policiaca tiene su exposición en el salón Polar á la Plage. Esta última se integra, en ocasiones, en el programa de los Z’Estivales, que agrupa diversos espectáculos artísticos realizados en la calle durante todo el verano. En agosto tiene lugar un desfile de carrozas de flores por las calles de la ciudad. El primer fin de semana de septiembre, se celebra la Fiesta del Mar. Cada dos años la Transat Jacques Vabre reúne a los más importantes navegantes en la villa, alrededor de la dársena Paul Vatine, para la regata que va desde El Havre hasta Bahía o Brasil. En noviembre se lleva a cabo la Feria de El Havre en los Dokcs Café. Desde septiembre hasta noviembre se celebran en toda Normandía los festivales musicales de Octubre en Normandie. Desde el 1 de junio de 2006, la Bienal del arte contemporáneo está organizada por el grupo Partouche.
Teatros, salas de espectáculos y conciertos:
- Docks Océane (4200 plazas)
- Teatro del Ayuntamiento de la ciudad (700 plazas)
- El Pequeño Teatro
- Gran Volcán, escenario nacional (1200 plazas), Espacio Oscar Niemeyer
- Pequeño Volcán (sala polivalente de 200 a 500 plazas)
- El Ágora, café-musical, escenario para los músicos actuales, Espacio Oscar Niemeyer
- Casino de El Havre (500 plazas)
- Estación Marítima
- Docks Café (acogen los salones)
- Escuela Nacional de Música, de Danza y de Arte Dramático
- Teatro de los Bains Douches (94 plazas)

Museos y lugares de exposición:

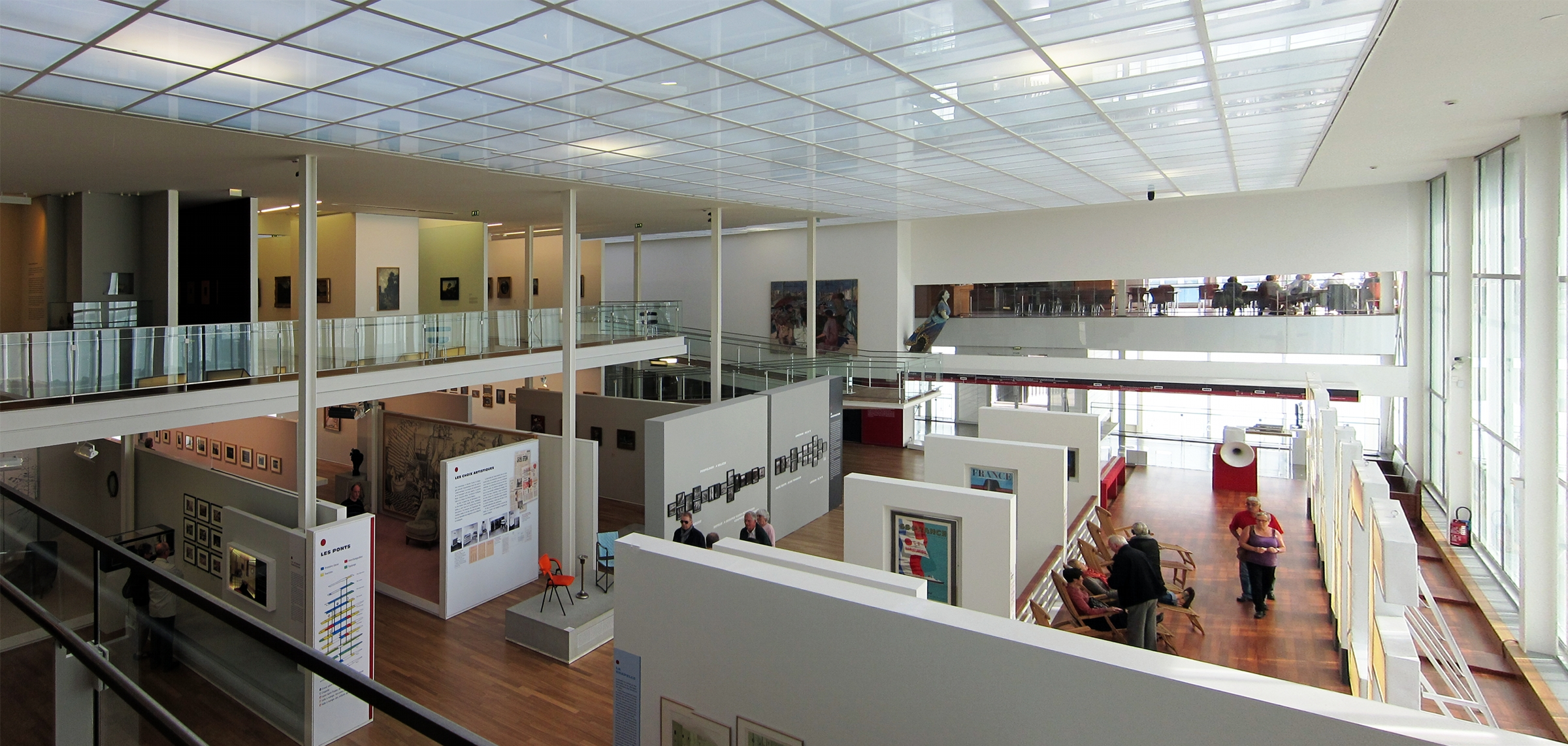
Interior del Museo de las Bellas Artes André Malraux.

- Museo de las Bellas Artes André Malraux
- Museo marítimo
- Museo de la abadía de Graville
- Museo del Antiguo Havre
- Museo de Historia natural
- SPOT, exposición de arte contemporáneo
- Biblioteca municipal, organiza regularmente exposiciones
- Numerosas galerías de arte en el centro de la ciudad.

### Música

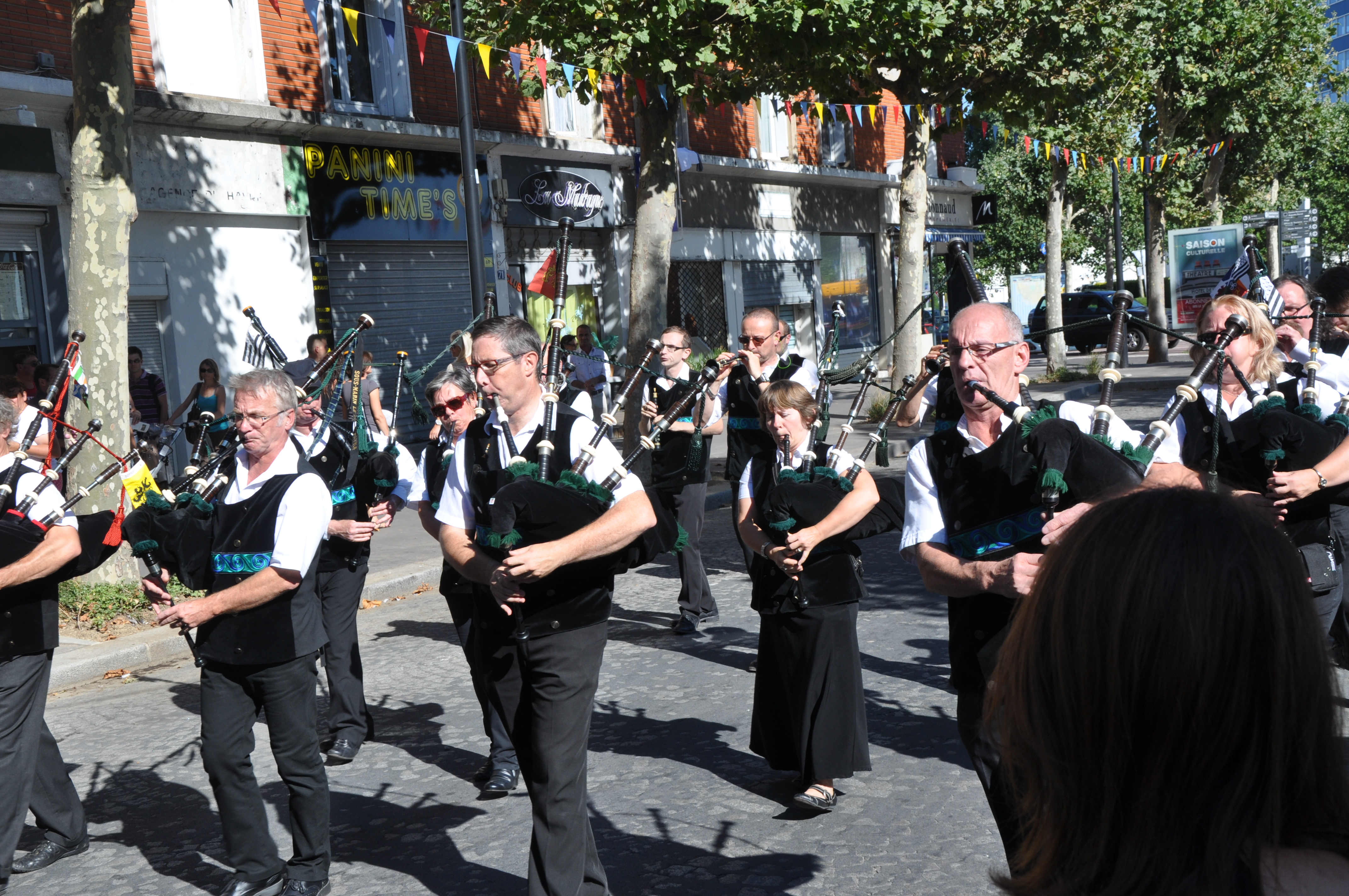
Festival bretón en el distrito de Saint-François.

El Havre cuenta con numerosos grupos de estilos diferentes que van desde el punk hasta el rock, pasando por el metal (como por ejemplo un grupo llamado Les Havrais), constituidos por jóvenes músicos que suelen ser efímeros, pero que tienen la posibilidad de actuar en diversos lugares. No obstante algunos grupos se destacan como el Tokio/Overtones que fue descubierto en el Printemps de Bourges 2005. En los años 80 se multiplicaron los grupos, tras un primer desarrollo durante los años sesenta y setenta. La tradición portuaria hizo que muchas de estas formaciones ensayaran en los almacenes inutilizados del puerto. Un festival de blues, Blues à Gogo se celebró durante ocho años consecutivos, de 1995 a 2002, en los que se dieron a conocer centenares de artistas (Youssou N’Dour, Amadou & Mariam) Estaban organizados por la asociación Coup d’Bleu, cuyo antiguo presidente es actualmente el director del café-musical L’Agora donde actúan, entre otros, los nuevos músicos havrenses. Durante esos mismos años, la Féte de l’Humanité (Bosque de Montgeon) atrajo a un numeroso público, asimismo el municipio organizaba el festival Juin dans la rue. También hubo un festival de música electrónica, pero no obtuvo el éxito esperado y no se repitió.
El rap también hizo su aparición en los escenarios havreses. Tras el éxito de Ness&Cité, descubiertos en el Printemps de Bourges 2000, se constituyeron otras formaciones: Bouchées Doubles, Médine, o La Boussole, colectivo que reagrupó los miembros de estas formaciones. La mayoría de los músicos de rap havrense está reagrupado en el seno del sello Din Records.
Antes de marcharse a Burdeos, Bertrand Cantat pasó su infancia en la región havrense (su hermano todavía vive allí). Es por ello que puede vérsele en los conciertos de manera regular.
La ciudad de El Havre cuenta con dos orquestas: la Orquesta Sinfónica Municipal, con una actividad que crece cada año, y la Orquesta de los Conciertos André Caplet. El "nuevo" festival de Octubre en Normandía, de septiembre a noviembre, ofrece música clásica y música de todo el mundo, con infinidad de conciertos por toda la región normanda, además de representaciones teatrales y danza.
La tradición musical se perpetúa en las escuelas de música como en el Centro de Expresión Musical (rock) o JUPO (jazz), las asociaciones de sellos como la de Papa's Production (la Folie Ordinarie, Mob’s et Travaux, Dominique Comont…) La organización por parte de Papa’s Production del festival Ouest Park (dos ediciones, 2004 y 2005 con la actuación de la Phaze, The Toasters o Caméléons) son una demostración del movimiento musical de El Havre.

### Deportes

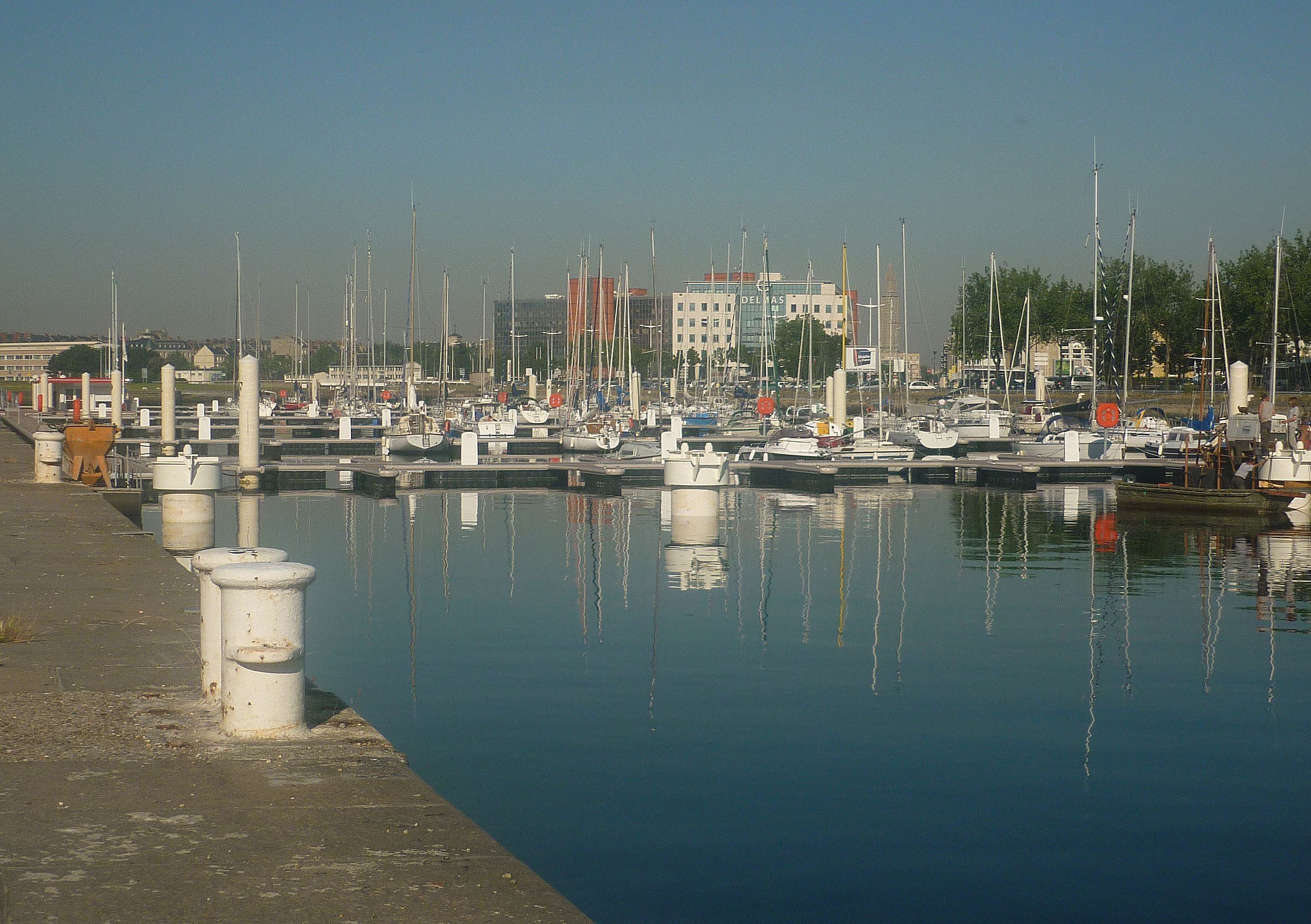
Puerto Vauban.

En el puerto deportivo, de aguas profundas, se puede atracar día y noche durante todo el año. Construido entre las dos guerras es el más grande del Sena-Marítimo, con casi 1300 anillas. La Societé de las regatas havresas (SRH) es el club decano de la náutica en Francia; el 29 de julio de 1840 se organizaron unas regatas de barcos deportivos de vela con diferentes categorías agrupando los barcos según sus características y sus penalizaciones. Fue la primera regata francesa a vela. La Sociedad de las regatas havresas organizó las regatas de los Juegos Olímpicos de París 1900.
En los deportes, se destaca el club de fútbol Le Havre AC, club deportivo creado en 1872: en principio con el nombre de Havre Football Club. Los colores cielo y marino transparente están en la raíz del club, los fundadores quisieron expresar su reconocimiento a las universidades de Oxford (azul marino) y Cambridge (azul cielo) que supieron trasmitir la pasión por este deporte. Participa en la primera división del fútbol francés, la Ligue 1. Su estadio es el llamado Stade Océane que posee una capacidad para más de 25 000 espectadores.
También está el equipo de baloncesto STB Le Havre (Saint-Thomas Basket) representa la villa en Pro A. En 2003-2004 jugó la copa de Europa, pero los representantes no han continuado y el presidente se marchó por razones financieras. Por otra parte, el equipo femenino de balonmano del HAC, que juega en primera división, cuenta con numerosas internacionales en sus filas. Con una buena clasificación en varios campeonatos, el grupo consiguió, por primera vez, la Copa de Europa en 2004-2005
Un deportista destacado es Hugues Duboscq que ganó una medalla de bronce en natación en los Juegos Olímpicos de Atenas 2004. En julio de 2005 terminó en tercer lugar en la prueba de los 100 metros braza, en los campeonatos mundiales de natación. También se destaca Cédric le Foll ha ganado varios campeonatos de petanca del Sena Marítimo y en la liga; es campeón de Francia y campeón de Europa en triplete y cuarto finalista en el campeonato del mundo. Vencedor de varios torneos nacionales de petanca, forma parte de la élite de este deporte.

### Medios de comunicación
Periódicos generales: Havre Libre | El Havre Prensa | París-Normandía (edición havresa en conlaboración con El Havre Prensa) | Liberté-Dimanche (edición ciudadana de tres precedentes para los domingos)
Periódicos de información local: Océanes (periódico municipal) | Terres d’Agglo (periódico ciudadano)
Periódicos gratuitos: Bazart (de actualidad cultural) | HAC Magazine (actividades del HAC)
Televisión: Una edición televisada local de France 3: France 3 Baie de Seine, difundida cada noche y emitida después por France 3 Haute Normadie
Radio: Emisión de información local sobre France Bleu Haute Normadie | Emisión local de 12 a 16 horas sobre Europe 2 | Radio Apple Pie (asociativa, actualidad cultural) | Radio Vallée de la Lézarde (dependiente de Épouville) | Résonance
Internet: Actualidad y revista de prensa de la ciudad de El Havre ville du Havre | Infocéane.
Actualités régionale, maritime, portuaire, economique et culturelle Le Havre et sa région
| - Jean-Baptiste Camille Corot, El Havre, colección Moreau-Nélaton, hacia 1830. - Claude Monet, Impression, Soleil Levant, cuadro pintado en El Havre que dio su nombre al movimiento impresionista. - Ouai des Brumes, realizado en 1938 por Marcel Carné, con Jean Gabin como primer intérprete, se rodó en El Havre. - Con otro registro, la película La Beuze, realizado por François Desagnat y Thomas Sorriaux, estrenada en 2002, una parte de la misma se desarrolla en El Havre. - La película francesa Le Havre (película) de Aki Kaurismäki se desarrolla en dicha localidad. - Honorato de Balzac, describió en su novela Modeste Mignon, la quiebra de una familia de negociantes havreses. Su novela permite hacerse una idea de la vida en El Havre durante la primera mitad del siglo XIX. - Guy de Maupassant, situó muchos de sus relatos en El Havre y su región: Au muséum d’hitoire naturelle, texto publicado en Le Gaulois el 23 de marzo de 1881; Pierre et Jean - Michel Leiris, escribió De la littérature consideré comme une tauromachie, en El Havre en diciembre de 1945. - En L’Oreille Cassée, Tintín embarcó en el Ville de Lyon en El Havre, con dirección a América del Sur. El encuentro entre Tintín y el General Alcázar en Les 7 Boules de Cristal, se llevó a cabo en El Havre, según las notas de Hergé en los márgenes del Soir, primer soporte de publicación de esta aventura. - Los testimonios de Raymond Queneau. - Bouville, ciudad en la que vivía el personaje-escritor que redacta su diario en la novela La Náusea de Jean-Paul Sartre, es una réplica de El Havre, lugar en el que Sartre escribió la novela. - La primera de las aventuras de Ric Hochet (1963), de Tíbet y Duchâteau, es Traquenard au Havre. Ahí aparece la zona costera y el puerto. Asimismo, en 1967, en el álbum Rapt sur le France, se confirma el paso de Ric Hochet por El Havre. - Frank Le Gall, en Novembre toute l’année, hizo embarcar a Théodore Poussin en El Havre, en el Cap Padaran. - Villegagnon partió de El Havre par ir a conquistar nuevas tierras, en el futuro Brasil, para la Corona francesa. - Jean-Christophe Rufin, describió en El Havre del siglo XVI, el puerto desde el que partieron las expediciones francesas hacia el Nuevo Mundo. |

## Hermanamientos
- San Petersburgo (Rusia)
- Tampa (Estados Unidos)